# 1991 год
1991 (ты́сяча девятьсо́т девяно́сто пе́рвый) год  по григорианскому календарю — невисокосный год, начинающийся во вторник. Это 1991 год нашей эры, 1‑й год 10‑го десятилетия XX века 2‑го тысячелетия, 2‑й год 1990‑х годов. Он закончился 34 года назад.
| Пн | Вт | Ср | Чт | Пт | Сб | Вс |
|    | 1  | 2  | 3  | 4  | 5  | 6  |
| 7  | 8  | 9  | 10 | 11 | 12 | 13 |
| 14 | 15 | 16 | 17 | 18 | 19 | 20 |
| 21 | 22 | 23 | 24 | 25 | 26 | 27 |
| 28 | 29 | 30 | 31 |    |    |    |

| Пн | Вт | Ср | Чт | Пт | Сб | Вс |
|    |    |    |    | 1  | 2  | 3  |
| 4  | 5  | 6  | 7  | 8  | 9  | 10 |
| 11 | 12 | 13 | 14 | 15 | 16 | 17 |
| 18 | 19 | 20 | 21 | 22 | 23 | 24 |
| 25 | 26 | 27 | 28 |    |    |    |

| Пн | Вт | Ср | Чт | Пт | Сб | Вс |
|    |    |    |    | 1  | 2  | 3  |
| 4  | 5  | 6  | 7  | 8  | 9  | 10 |
| 11 | 12 | 13 | 14 | 15 | 16 | 17 |
| 18 | 19 | 20 | 21 | 22 | 23 | 24 |
| 25 | 26 | 27 | 28 | 29 | 30 | 31 |

| Пн | Вт | Ср | Чт | Пт | Сб | Вс |
| 1  | 2  | 3  | 4  | 5  | 6  | 7  |
| 8  | 9  | 10 | 11 | 12 | 13 | 14 |
| 15 | 16 | 17 | 18 | 19 | 20 | 21 |
| 22 | 23 | 24 | 25 | 26 | 27 | 28 |
| 29 | 30 |    |    |    |    |    |

| Пн | Вт | Ср | Чт | Пт | Сб | Вс |
|    |    | 1  | 2  | 3  | 4  | 5  |
| 6  | 7  | 8  | 9  | 10 | 11 | 12 |
| 13 | 14 | 15 | 16 | 17 | 18 | 19 |
| 20 | 21 | 22 | 23 | 24 | 25 | 26 |
| 27 | 28 | 29 | 30 | 31 |    |    |

| Пн | Вт | Ср | Чт | Пт | Сб | Вс |
|    |    |    |    |    | 1  | 2  |
| 3  | 4  | 5  | 6  | 7  | 8  | 9  |
| 10 | 11 | 12 | 13 | 14 | 15 | 16 |
| 17 | 18 | 19 | 20 | 21 | 22 | 23 |
| 24 | 25 | 26 | 27 | 28 | 29 | 30 |

| Пн | Вт | Ср | Чт | Пт | Сб | Вс |
| 1  | 2  | 3  | 4  | 5  | 6  | 7  |
| 8  | 9  | 10 | 11 | 12 | 13 | 14 |
| 15 | 16 | 17 | 18 | 19 | 20 | 21 |
| 22 | 23 | 24 | 25 | 26 | 27 | 28 |
| 29 | 30 | 31 |    |    |    |    |

| Пн | Вт | Ср | Чт | Пт | Сб | Вс |
|    |    |    | 1  | 2  | 3  | 4  |
| 5  | 6  | 7  | 8  | 9  | 10 | 11 |
| 12 | 13 | 14 | 15 | 16 | 17 | 18 |
| 19 | 20 | 21 | 22 | 23 | 24 | 25 |
| 26 | 27 | 28 | 29 | 30 | 31 |    |

| Пн | Вт | Ср | Чт | Пт | Сб | Вс |
|    |    |    |    |    |    | 1  |
| 2  | 3  | 4  | 5  | 6  | 7  | 8  |
| 9  | 10 | 11 | 12 | 13 | 14 | 15 |
| 16 | 17 | 18 | 19 | 20 | 21 | 22 |
| 23 | 24 | 25 | 26 | 27 | 28 | 29 |
| 30 |    |    |    |    |    |    |

| Пн | Вт | Ср | Чт | Пт | Сб | Вс |
|    | 1  | 2  | 3  | 4  | 5  | 6  |
| 7  | 8  | 9  | 10 | 11 | 12 | 13 |
| 14 | 15 | 16 | 17 | 18 | 19 | 20 |
| 21 | 22 | 23 | 24 | 25 | 26 | 27 |
| 28 | 29 | 30 | 31 |    |    |    |

| Пн | Вт | Ср | Чт | Пт | Сб | Вс |
|    |    |    |    | 1  | 2  | 3  |
| 4  | 5  | 6  | 7  | 8  | 9  | 10 |
| 11 | 12 | 13 | 14 | 15 | 16 | 17 |
| 18 | 19 | 20 | 21 | 22 | 23 | 24 |
| 25 | 26 | 27 | 28 | 29 | 30 |    |

| Пн | Вт | Ср | Чт | Пт | Сб | Вс |
|    |    |    |    |    |    | 1  |
| 2  | 3  | 4  | 5  | 6  | 7  | 8  |
| 9  | 10 | 11 | 12 | 13 | 14 | 15 |
| 16 | 17 | 18 | 19 | 20 | 21 | 22 |
| 23 | 24 | 25 | 26 | 27 | 28 | 29 |
| 30 | 31 |    |    |    |    |    |

Традиционно считается годом фактического завершения Холодной войны, начавшейся, по оценкам большинства историков, в 1946 году. Этот год стал годом распада Советского Союза, Варшавского договора и СЭВ. Созданы 15 новых независимых государств (часть стали членами СНГ) и ряд непризнанных государственных образований, на постсоветском пространстве вспыхнули вооружённые конфликты и войны. В этом году начался распад Югославии, который сопровождался военными действиями между её бывшими республиками. В 1991 году международная коалиция из 34 государств во главе с США и под эгидой ООН воевала против Ирака, захватившего в 1990 году Кувейт (война в Персидском заливе).
В области технологий 1991 год стал годом появления WWW и ядра Linux.

## События
См. также: Категория:1991 год

### Январь

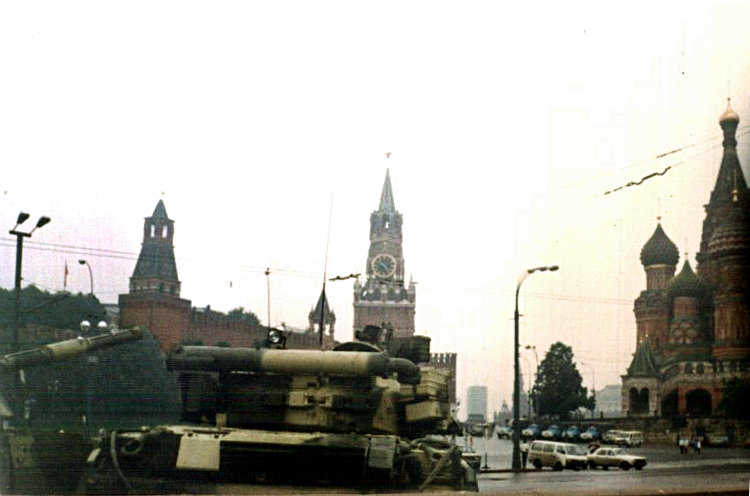
Распад СССР

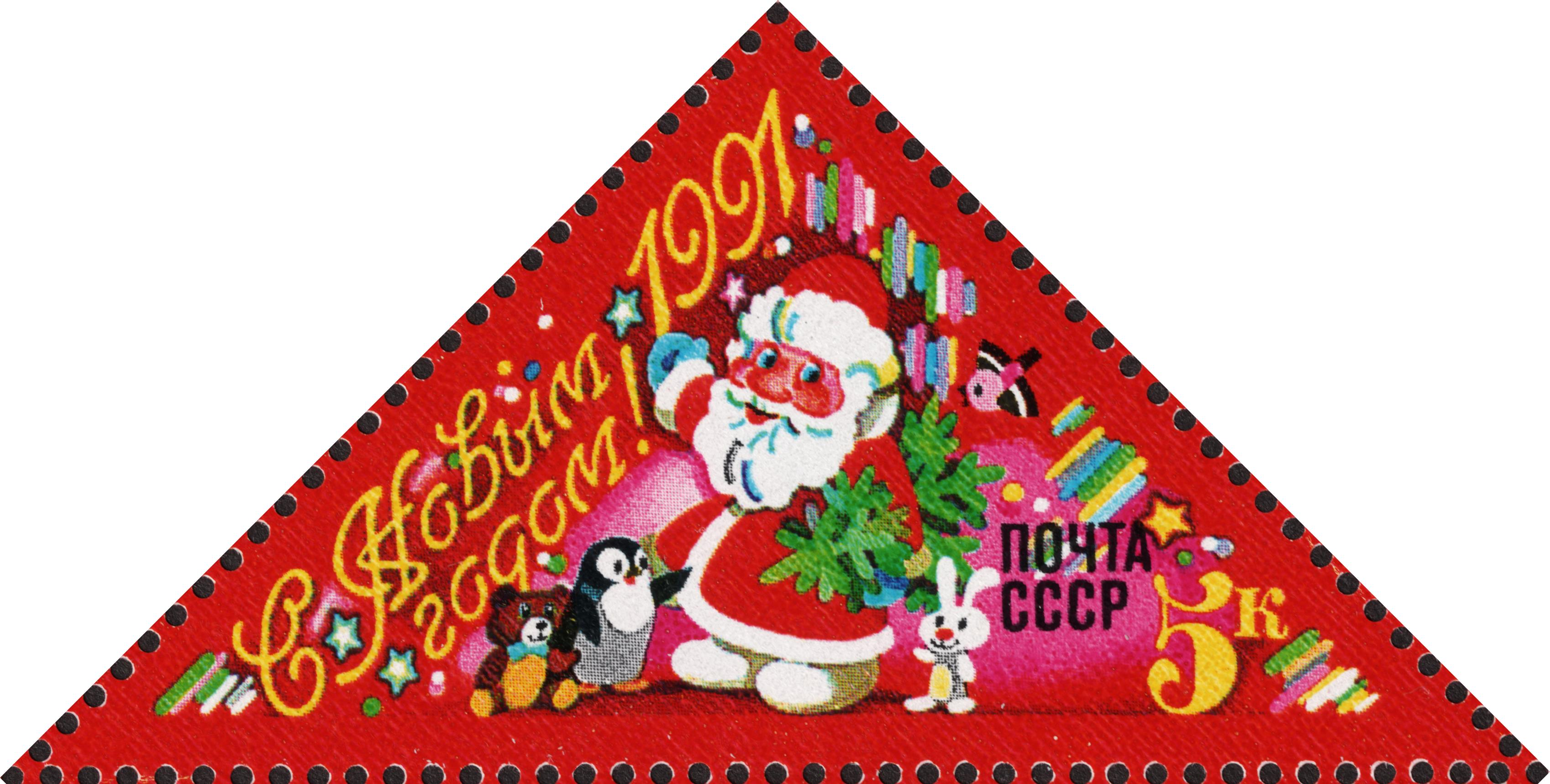
Почтовая марка СССР, 1990 год

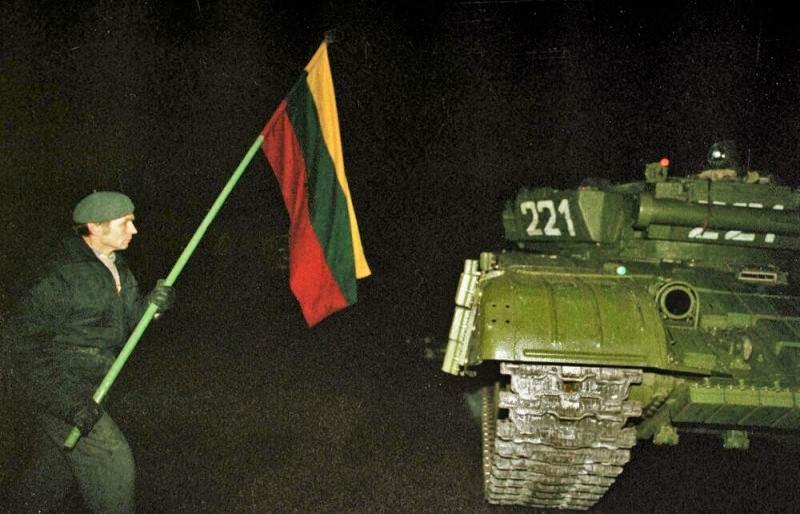
События в Вильнюсе 13 января

- 1 января — в СССР начал действовать 5 % налог с продаж[1][2].
- 3—13 января — в Перте (Австралия) прошёл VI Чемпионат мира по водным видам спорта[3].
- 4 января — Совет Безопасности ООН единогласно осудил действия израильских сил безопасности по отношению к палестинцам[1][4].
- 5 января — приказ министра обороны СССР о направлении в Прибалтику воздушно-десантных войск для обеспечения призыва новобранцев в армию (опубликован 8 января)[5].
- 5—6 января — южноосетинская война (1991—1992): в Цхинвали введены части грузинской милиции. В городе вспыхнули бои с применением гранатомётов[6]. Части МВД Грузии были выведены из столицы Южной Осетии 26 января.
- 7 января — во время беспорядков в Албании около 5000 албанских греков бежали в Грецию[7].
- 11 января
  - Распад СССР: попытка государственного переворота в Литве. Создан «Комитет национального спасения», провозгласивший себя единственной законной властью в республике[8][9].
  - Антикоммунист Владимир Воронцов совершил убийство и предпринял попытку убийства в Калуге[10].
- 13 января
  - Распад СССР: в Таллине Председатель ВС РСФСР Борис Ельцин подписал договор об основах межгосударственных отношений РСФСР и прибалтийских республик, в котором стороны признавали друг друга суверенными государствами[7][11].
  - Распад СССР: В час ночи отряд спецназа и группа «Альфа» взяли штурмом телецентр в Вильнюсе. Население оказало массовое противодействие захвату. В результате операции погибло 15 человек[1][12][13].
  - Мариу Суареш избран президентом Португалии на второй срок[7].
  - На Кабо-Верде прошли первые демократические выборы в парламент. Победило «Движение за демократию»[14].
- 14 января
  - Премьер-министром СССР назначен Валентин Павлов (до 28 августа)[1][7][15][16].
  - Президентом Гватемалы стал Хорхе Серрано Элиас (до 31 мая 1993 года)[17].
- 15 января — война в Персидском заливе: истёк срок ультиматума ООН для вывода иракских войск из Кувейта[1].
- 17 января
  - Вооружённые силы США, Великобритании и других стран начали военную операцию по освобождению Кувейта под кодовым названием «Буря в пустыне»[1].
  - Умер король Норвегии Улаф V, его сменил на троне сын — Харальд V[1][7][18].
- 18 января — война в Персидском заливе: Ирак обстрелял территорию Израиля при помощи ракет Scud. Ранено 29 человек[1][7].
- 20 января
  - Распад СССР: В Риге произошла перестрелка с участием рижского ОМОНа у МВД Латвийской Республики. Убито 4 человека[19] (См. События января 1991 года в Риге).
  - Крупная демонстрация в Москве, в знак протеста против событий в Вильнюсе. Более 100 тысяч участников (по другим данным — от 200 до 300 тысяч человек) требовали отставки президента СССР Михаила Горбачёва, а также выступали против применения военной силы советской армией в отношении Литвы[20][21].
- 21 января — Чехословакия стала членом Совета Европы.
- 22 января — Кабинетом Министров СССР принято постановление «О прекращении приёма к платежу денежных знаков Госбанка СССР достоинством 50 и 100 рублей образца 1961 года и порядке их обмена и ограничении выдачи наличных денег со вкладов граждан» («Павловская реформа»)[7][22].
- 25 января
  - В СССР обнародован указ о совместном патрулировании в крупных городах МВД и армии[7].
  - Война в Персидском заливе: Ирак слил нефть в Персидский залив, что привело к экологической катастрофе[7].
- 28 января — городу Куйбышев возвращено историческое название Самара[23].
- 29 января
  - Война в Персидском заливе: иракская армия вторглась на территорию Саудовской Аравии. Начало битвы при Хафджи[24].
  - Гражданская война в Сомали: президент страны Сиад Барре уступил власть Али Махди Мухаммеду и покинул столицу[1][7].
- 31 января — в Гиндукуше (Пакистан) на границе с Афганистаном произошло землетрясение магнитудой 6,9. Погибли около 600 человек[1].

### Февраль
- 1 февраля

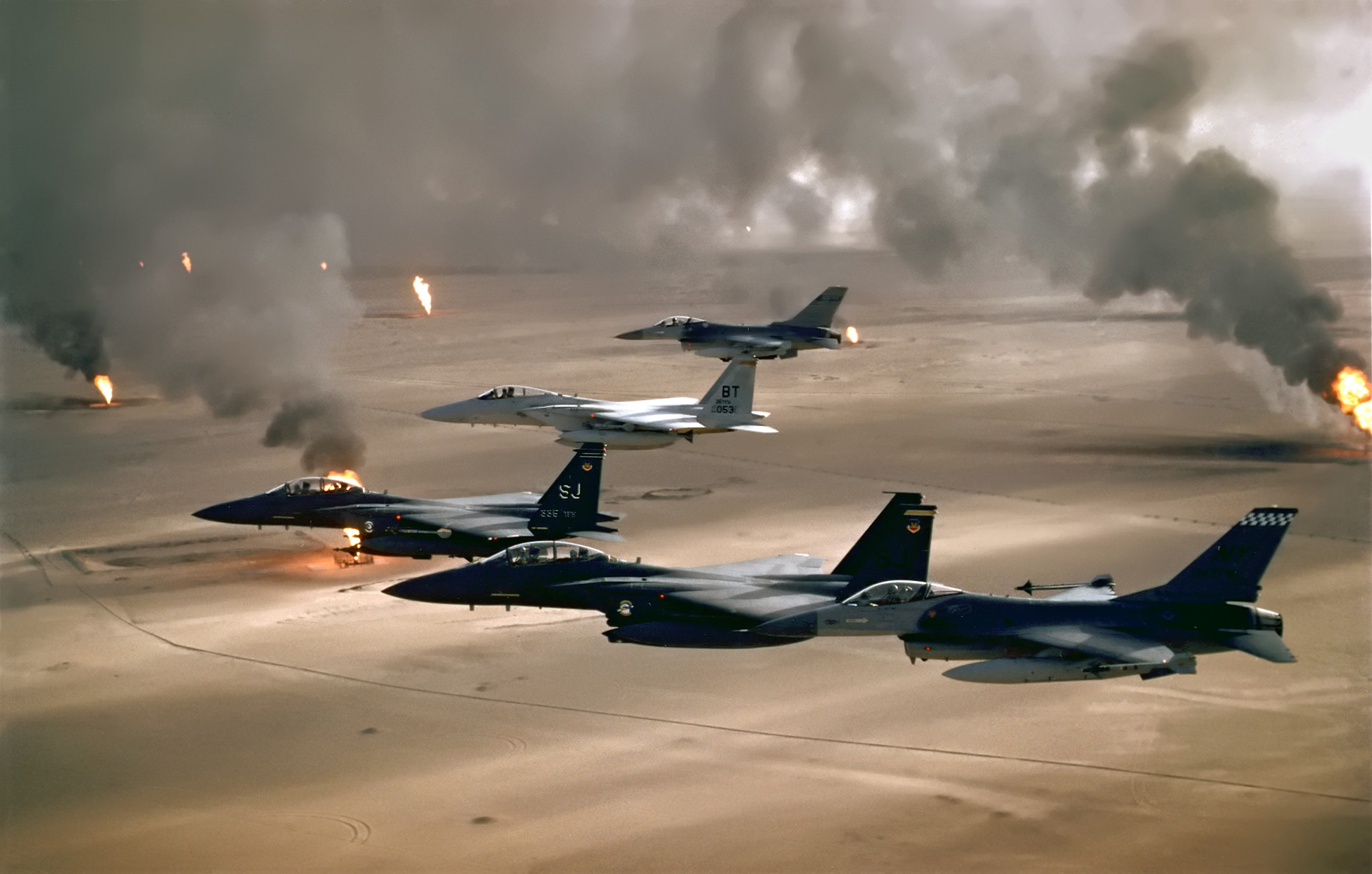
Американская авиация над Кувейтом

  - Война в Персидском заливе: Победа многонациональных сил в битве при Хафджи.
  - Столкновение самолётов в аэропорту Лос-Анджелес (США).
- 7 февраля
  - На Гаити в должность президента вступил Жан-Бертран Аристид (свергнут 30 сентября)[1][25].
  - В Лондоне боевики Временной ИРА подложили мины в резиденции премьер-министра Великобритании, и попытались их взорвать во время заседания правительства. Члены правительства не пострадали, 4 человека были ранены[1][7].
  - Война в Персидском заливе: сухопутные войска коалиции пересекли саудовско-кувейтскую границу и вошли в Кувейт; начало наземной фазы операции.
- 9 февраля — Распад СССР: «Избирательная консультация» в Литве: участвовали 84 % избирателей, 90,4 % из них высказались за независимую демократическую Литовскую республику[1][26].
- 10 февраля — в Абасири открыт Музей северных народов Хоккайдо.
- 11 февраля — в Гааге (Нидерланды) создана Организация наций и народов, не имеющих представительства (UNPO)[1].
- 12 февраля — Распад СССР: Исландия первой в мире признала независимость Литвы[1].
- 13 февраля — война в Персидском заливе: в Багдаде бомбы с лазерным наведением разрушили подземный бункер, погибли несколько сотен иракцев[1]. Представители военной разведки США утверждали, что это был военный объект, однако представители иракской стороны заявили, что это было бомбоубежище.
- 14 февраля — Монголия стала членом Международного валютного фонда (МВФ)[27].
- 15 февраля
  - Война в Персидском заливе: Ирак заявил о своей готовности вывести войска из Кувейта. Однако командование союзников уже перешло к проведению наземной операции и намерение Ирака игнорировало[28].
  - В Вишеграде (Венгрия) лидеры трёх восточноевропейских стран (Польша, Чехословакия, Венгрия) заключили соглашение о создании Вишеградской группы для совместного развития рыночных экономик и интеграции в европейские структуры[1].
- 17 февраля — президентом Кабо-Верде избран[англ.] Антониу Мануэл Машкареньяш[14].
- 18 февраля — в Лондоне боевики Временной ИРА взорвали 2 бомбы на железнодорожных вокзалах. 1 человек погиб, 38 — ранены[1].
- 19 февраля — в интервью Центральному телевидению Б. Н. Ельцин заявил, что отмежёвывается от политики Президента СССР и требует его отставки[29].
- 20 февраля
  - Гвидо ван Россум представил в свет язык программирования Python
  - Массовые антикоммунистические выступления в албанской столице Тиране, демонстранты снесли памятник Энверу Ходже на площади Скандербега.
- 21 февраля
  - В Беринговом море произошло землетрясение магнитудой 6,7. Самое сильное зарегистрированное землетрясение в этом районе[1].
  - На заседании Верховного Совета РСФСР было оглашено «письмо шести» (заместителей председателя Верховного Совета С. Горячевой и Б. Исаева, председателей обеих палат В. Исакова и Р. Абдулатипова и их заместителей А. Вешнякова и В. Сыроватко), в котором критиковался авторитарный стиль Б. Н. Ельцина в руководстве работой Верховного Совета[30].
- 22 февраля
  - Война в Персидском заливе: Ирак принял соглашение о прекращении огня, предложенное СССР. США отказались принять это соглашение, но заявили, что не будут атаковать отступающие части иракской армии, если они покинут Кувейт в течение 24 часов.
  - Снят с поста премьер-министр Албании Адиль Чарчани (назначенный ещё при Ходже) и заменён реформаторски настроенным Фатосом Нано[31].
- 22—24 февраля — массовые митинги в Москве в поддержку Б. Н. Ельцина.
- 23 февраля
  - Бескровный государственный переворот в Таиланде. Военные свергли премьер-министра страны Чатичая Чунхавана[1][7].
  - Пожар в гостинице «Ленинград» унёс жизни 16 человек, в том числе 9 пожарных.
  - Митинг в Москве на Манежной площади военнослужащих и сторонников КПСС за сохранение СССР, за гражданский мир, согласие и дальнейшую демократизацию общества, организованный депутатскими группами «Союз» и «Москва». Впервые на столь массовой манифестации были выражены недоверие Борису Ельцину и поддержка действующего президента СССР Михаила Горбачёва[32].
- 24 февраля — война в Персидском заливе: многонациональные силы начали наземную фазу операции по освобождению Кувейта.
- 25 февраля
  - Война в Персидском заливе: иракские ракеты Scud поразили американские казармы в Дахране (Саудовская Аравия). Погибли 29 и были ранены 99 военнослужащих США. Самые большие единовременные потери США за время этой войны[33].[уточнить ссылку 3137 дней]
  - Война в Персидском заливе: силы коалиции заняли Эль-Кувейт, 27 февраля территория Кувейта полностью освобождена от иракских войск, а 28 февраля объявлено о завершении военных действий[1][7].
- 26 февраля
  - Война в Персидском заливе: Саддам Хусейн объявил о выводе иракских войск из Кувейта. При отступлении иракские войска поджигали нефтяные скважины[1].
  - Перед гостиницей «Москва» прошла сорокатысячная манифестация в защиту гласности. Собравшиеся требовали отменить запрет телепрограммы «Взгляд»[34].
- Февраль — в СССР в Москве прошли массовые демонстрации демократической оппозиции[35][36].

### Март
- 1 марта

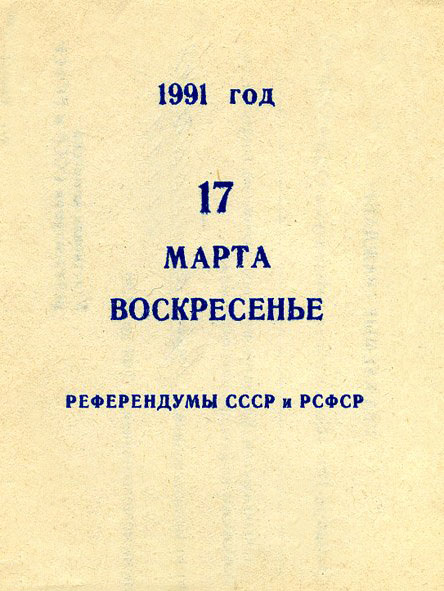
Приглашение на референдум 17 марта 1991 года

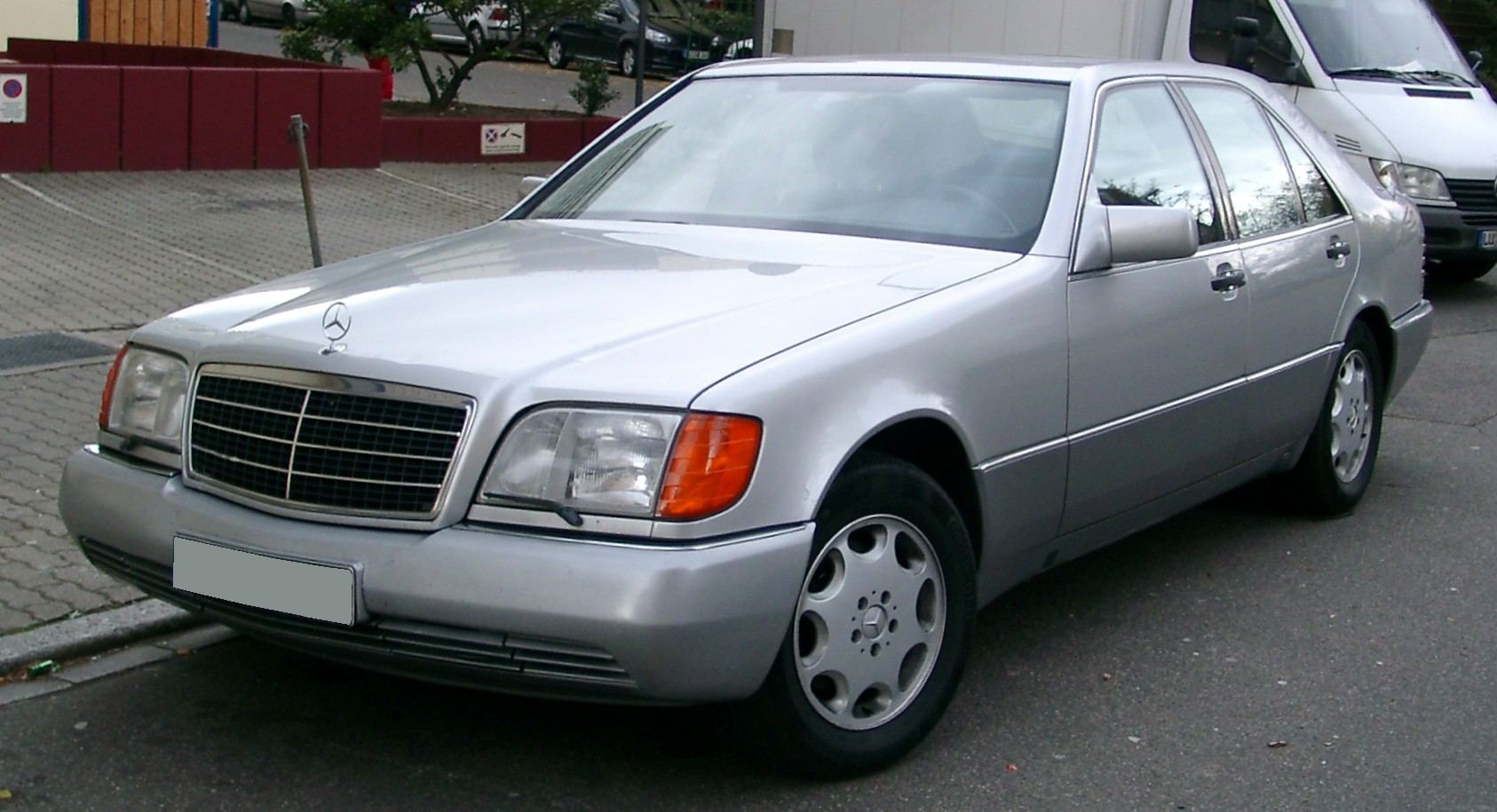
Новая модель Мерседеса — «шестисотый»

  - В СССР начались шахтёрские забастовки, наряду с экономическими требованиями выдвигались и политические, в том числе отставка Михаила Горбачёва (забастовки продолжались до мая)[7].
  - Интифада Шаабания: Начались массовые антиправительственные выступления в иракском городе Басра, которые затем охватили другие города (Эн-Насирия), населённые мусульманами-шиитами. На севере страны началось восстание курдских сепаратистов, которые боролись за создание собственного государства курдов[37].
  - Судно с сомалийскими беженцами наскочило на риф у побережья Кении; в катастрофе погибли 153 человека[38].
  - Подписана Конвенция о маркировке пластических взрывчатых веществ, обязующая добавлять в производимые промышленным способом взрывчатые вещества маркирующие компоненты, облегчающие их обнаружение[39].
- 1—3 марта — Война в Хорватии: в ходе столкновений между хорватской полицией и местными сербскими милиционерами в Пакраце произошло первое боестолкновение между хорватской полицией и сербскими сепаратистами.
- 2—10 марта — в Саппоро (Япония) прошла XV Зимняя Универсиада.
- 3 марта
  - В Лос-Анджелесе (США) видеолюбитель снял, как офицеры полиции избивают чернокожего Родни Кинга. 15 марта четырём офицерам полиции предъявлено обвинение.
  - Распад СССР: «Избирательные консультации» в Латвии и Эстонии. В первой за независимость высказались 73,6 % голосовавших, во второй — 77,8 %[7][40][41].
  - Авиакатастрофа в аэропорту Колорадо-Спрингс (США).
- 5 марта — Саддам Хуссейн отказался от аннексии Кувейта[37].
- 6 марта
  - В Индии подал в отставку с поста премьер-министра Чандра Шекхар Сингх[примечание 1].
  - Президент США Джорж Буш объявил об окончании войны в Ираке[37].
- 8 марта — первые подразделения армии США были отправлены домой из зоны Персидского залива. 9 марта начат вывод подразделений морской пехоты[42].
- 9 марта — в Белграде прошли массовые выступления против Слободана Милошевича, для подавления демонстрантов в город были введены войска. 2 человека погибли[40].
- 10 марта
  - 500-тысячный митинг в Москве на Манежной площади. Главные лозунги акции — отставка Президента СССР Михаила Горбачёва, поддержка Бориса Ельцина, активное участие во всесоюзном референдуме. Организаторы: «Демократическая Россия», «Московское объединение избирателей», общество «Мемориал»[43].
  - В Бенине впервые с 1971 года прошёл первый тур свободных президентских выборов, на которых одержал победу кандидат оппозиции Нисефор Согло[44].
- 11 марта
  - В Греции начался судебный процесс по делу бывшего премьер-министра Андреаса Папандреу по обвинению его в коррупции[7].
  - В округах с чёрным населением ЮАР введён комендантский час после того, как столкновения вооружённых группировок различных политических партий привели к гибели 49 человек[40].
  - Распад СССР: Дания признала независимость Эстонии[45].
- 12 марта — в Мюнхене начался Чемпионат мира по фигурному катанию (до 17 марта).
- 13 марта — сформирован Совет безопасности СССР[46], в который вошли консерваторы.
- 14 марта
  - Бывший лидер ГДР Эрих Хонеккер по личному распоряжению Михаила Горбачёва на советском военном самолёте был тайно вывезен в СССР из Германии, где был выдан ордер на его арест[7].
  - В СССР зарегистрирована Республиканская партия РСФСР (позднее России).
- 15 марта — вступил в силу Договор об окончательном урегулировании в отношении Германии. Таким образом, формально окончательно восстановлен суверенитет Германии после Второй мировой войны[40].
- 16 марта — в Лос-Анджелесе убита 15-летняя чернокожая школьница Латаша Харлинс, мягкий приговор по делу которой спровоцировал массовые беспорядки годом позднее.
- 17 марта
  - Состоялся Всесоюзный референдум о сохранении СССР. 6 республик бойкотировали его проведение. На референдуме избиратели проголосовали за предложенный Михаилом Горбачёвым проект создания обновлённой федерации социалистических суверенных республик[7][40][примечание 2].
  - Распад Югославии: Власти Сербии приостановили действие конституции округа Косово и объявили использование албанского языка в официальных документах противозаконным[7].
  - На парламентских выборах в Финляндии избиратели отдали свои голоса ПФЦ и другим несоциалистическим партиям, которые оказались в явном большинстве[47].
- 18 марта — южноосетинская война (1991—1992): близ села Ередви произошло убийство, когда, по данным югоосетинской стороны, грузинские вооружённые формирования после пыток заживо похоронили 12 осетин[48].
- 21 марта — по просьбе ряда российских депутатов о «защите» ВС СССР запретил митинг в Москве в связи с предстоящим созывом 3-го Съезда народных депутатов РСФСР[49].
- 22 марта — президентом Кабо-Верде стал Антониу Мануэл Машкареньяш (до 22 марта 2001 года)[50].
- 23 марта
  - Саддам Хуссейн восстановил пост премьер-министра, упразднённый в 1968 году, назначив на этот пост Саадуна Хаммади[37].
  - Авиакатастрофа в аэропорту Навои (Узбекистан, СССР).
- 24 марта — в Бенине прошёл второй тур свободных президентских выборов, на которых одержал победу кандидат оппозиции Нисефор Согло (вступил в должность 4 апреля до 4 апреля 1996 года)[7][44][51].
- 26 марта
  - В Мали офицеры во главе с Амаду Туре арестовали президента страны Мусу Траоре и приостановили действие конституции.
  - В Асунсьоне (Парагвай) Аргентина, Бразилия, Уругвай и Парагвай подписали Асунсьонский договор о создании Южноамериканского общего рынка (исп. Mercosur).
  - Опубликовано решение Кабинета Министров СССР о запрещении с 26 марта по 15 апреля 1991 года митингов и демонстраций в Москве[52].
  - Интифада Шаабания: Правительственная авиация Ирака нанесла бомбовый удар по городу Киркук, который удерживали курдские повстанцы[37].
- 28 марта — открытие III Съезда народных депутатов РСФСР. Ввод войск в Москву под предлогом защиты народных депутатов от «морального террора» демонстрантов, требование Съезда о выводе, многотысячная демонстрация и митинг на Садовом кольце. На следующий день войска выведены[53].
- 29 марта — установлены дипломатические отношения между СССР и Панамой[54][примечание 3].
- 30 марта — в Лос-Анджелесе состоялась 64-я церемония вручения кинопремии Оскар. Лучшим фильмом стал «Танцующий с волками».
- 31 марта
  - В Албании проведены первые многопартийные выборы в парламент, на которых победила правящая Албанская партия труда[7][40].
  - Распад СССР: в Грузии прошёл референдум о восстановлении независимости. В референдуме приняло участие 90,79 % избирателей, 99,08 % из которых проголосовали за восстановление независимости Грузии[7][40][55].
  - Распад Югославии: произошло столкновение между силами сербской территориальной обороны, поддерживаемыми добровольцами из Сербии, и хорватскими полицейскими в районе национального парка Плитвицкие озёра в Хорватии, в ходе которого были убиты два человека.
- Март — на Женевском автосалоне был представлен новый Mercedes-Benz S-класса.
- Март—апрель — иракские войска подавили восстания на севере и юге Ирака, что привело к гуманитарной катастрофе на границах с Турцией и Ираном.

### Апрель
- 1 апреля — Турция закрыла границу с Ираком из-за проблем с курдами[37].
- 2 апреля — реформа цен в СССР: увеличены цены на ряд товаров[7][56][57].
- 3 апреля
  - Совет Безопасности ООН принял Резолюцию 687 по Ираку, которая предписывала Ираку уничтожить всё химическое и биологическое оружие, его хранилища и компоненты, прекратить производство и разработки баллистических ракет с радиусом действия более 150 км, а также прекратить поддержку международного терроризма. 6 апреля Ирак принял условия резолюции[40].
  - Президентом Сан-Томе и Принсипи стал Мигел Тровоада (до 15 августа 1995 года).
  - Распад СССР: Череда протестов и забастовок в городах Белорусской ССР из-за роста цен на розничные товары, которые продлились до 26 августа.
- 4 апреля
  - Распад СССР: Верховный Совет СССР обратился к Верховным Советам республик в связи с «бюджетной войной» — невыполнением республиками обязательств по перечислению в госбюджет средств на сумму более чем в 36 млрд рублей[58].
  - Карлуш Вейга стал первым демократически избранным премьер-министром Кабо-Верде[59].
- 5 апреля
  - 39-й старт (STS-37) по программе «Спейс Шаттл». 8-й полёт шаттла «Атлантис». Экипаж — Стивен Нейгел, Кеннет Камерон, Линда Годвин, Джерри Росс, Джером Эпт. Вернулся на Землю 11 апреля.
  - Авиалайнер «Embraer EMB-120RT Brasilia» авиакомпании «Atlantic Southeast Airlines (ASA)», совершавший рейс по маршруту Атланта—Брансуик, во время захода на посадку внезапно накренился влево, рухнул на землю и полностью разрушился. Погибли все находившиеся на борту 23 человека — 20 пассажиров и 3 члена экипажа[60].
- 8 апреля — Хабиб Тиам стал премьер-министром Сенегала[61].
- 9 апреля
  - Распад СССР: во вторую годовщину трагедии в Тбилиси Верховный Совет Республики Грузия провозгласил независимость от СССР[7][40][62].
  - Начался вывод советских войск из Польши.
- 10 апреля
  - Впервые при помощи метеоспутников был зафиксирован процесс образования циклона. Циклон образовался в южной Атлантике и прекратил своё существование у побережья Анголы[40].
  - Около Ливорно (Италия) в густом тумане паром Moby Prince столкнулся с нефтяным танкером, погибли 140 человек[40].
- 11 апреля — иракская армия атаковала курдских повстанцев в запретной зоне, контролируемой американскими войсками[37].
- 13 апреля — в Италии сформировано новое правительство во главе с Джулио Андреотти (до 24 апреля 1992 года)[7].
- 14 апреля — в Амстердаме (Нидерланды) из музея художника было украдено 20 картин Ван Гога, общей стоимостью $500 млн. Менее чем через сутки все картины были найдены в брошенной машине около музея[40].
- 15 апреля
  - Основан Европейский банк реконструкции и развития[40].
  - Турецкие власти открыли границу с Ираком, закрытую в начале апреля, чтобы дать возможность международным организациям оказать помощь курдским беженцам[37].
- 17 апреля
  - Британские, французские и американские войска начали захват Северного Ирака для создания и охраны лагерей курдских повстанцев[7] в рамках гуманитарной операции Provide Comfort.
  - Промышленный индекс Доу Джонса впервые превысил отметку 3000 пунктов, достигнув при закрытии торгов значения 3004,46 пунктов.
- 18 апреля — иракские власти предъявили инспекторам ООН образцы химического оружия и материалов для его создания, и заявили, что в стране нет программы создания биологического оружия.
- 19 апреля — в Финляндии стартовал чемпионат мира по хоккею с шайбой.
- 22 апреля — на территории Коста-Рики и Панамы произошло землетрясение магнитудой 7,6. 82 человека погибли[40].
- 23 апреля — Новоогарёвский процесс: в Ново-Огарёве (СССР) парафирован новый союзный договор (9 республик и союзный центр)[7][40][63].
- 24 апреля — между представителями двух крупнейших курдских политических партий и правительством Саддама Хуссейна начались переговоры о создании курдской автономной области в Северном Ираке, окончившиеся безрезультатно[37].
- 26 апреля
  - 70 торнадо обрушились на центральные штаты США. 17 человек погибли[7].
  - Эско Ахо назначен премьер-министром Финляндии[64].
- 27 апреля — начал работу Свердловский метрополитен.
- 28 апреля
  - 40-й старт (STS-39) по программе« Спейс Шаттл». 12-й полёт шаттла «Дискавери». Экипаж — Майкл Коутс, Ллойд Хэммонд, Гайон Блуфорд, Грегори Харбо, Ричард Хиб, Доналд Макмонэгл, Чарлз Вич. Вернулся на Землю 6 мая.
  - В результате катастрофы вертолёта «Ми-8Т» в Тюменской области погибли 13 человек[65].
- 29 апреля
  - Тропический циклон обрушился на Бангладеш и унёс жизни более 138 тысяч человек[40][66].
  - Землетрясение магнитудой 9 баллов в Южной Осетии, в посёлке Джава и селе Хахет погибло 59 человек, Хахет погребён под оползнем[67].
  - Парламент Албании принял новую временную конституцию и избрал Рамиза Алию президентом страны[примечание 4][68].
- 30 апреля
  - Карабахский конфликт: начало операции «Кольцо» сил советской армии и азербайджанского ОМОНа по взятию под контроль НКАО. Операция предусматривала депортацию армянского населения и продолжалась до августа[69].
  - Государственный переворот в Лесото. Генерал-майор Джастин Лекханья, председатель Военного совета, свергнут полковником Элиасом Рамаемой[7].
  - Давид Оддссон стал премьер-министром Исландии[70].

### Май
- 1—2 мая — Война в Хорватии: в Борово произошли столкновения между хорватским спецназом МВД и сербскими ополченцами из числа жителей села и добровольцами из Сербии. В результате столкновений погибли несколько человек с обеих сторон и усилилась напряжённость в регионе.
- 4 мая — в Риме (Италия) на 36-м конкурсе Евровидение победила шведская исполнительница Карола с песней Fångad av en stormvind.
- 7 мая
  - В Гётеборге (Швеция) начался XXIX Чемпионат Европы по боксу (до 12 мая)[71].
  - Опубликовано «Архитектор у развалин» — открытое письмо Геннадия Зюганова[72][73][74].
- 9 мая — Война в Хорватии: Президиум Югославии предоставил особые полномочия Югославской народной армии для проведения военных операций в Хорватии, отменив эффективный правительственный контроль над действиями армейского командования[7].
- 11 мая — президентом Федеративных Штатов Микронезии стал Бейли Олтер (до 8 мая 1997 года)[75].
- 13 мая — начало вещания РТВ в эфире первого выпуска информационной телепрограммы «Вести»[76].
- 14 мая — Винни Мандела, жена борца против апартеида Нельсона Манделы, приговорена к шести годам заключения по обвинению в похищении людей[7][77].
- 15 мая — во Франции премьер-министром впервые стала женщина Эдит Крессон (до 2 апреля 1992 года)[7][77].
- 15—16 мая — на референдуме принята конституция Йемена[78][79].
- 17 мая — сомалийское национальное движение провозгласило независимость Северного Сомали[7].
- 18 мая — в СССР осуществлён запуск космического корабля «Союз ТМ-12», приземление 10 октября 1991 года. Экипаж на старте — Анатолий Арцебарский (приземление 10 октября 1991 года), Сергей Крикалёв и первая женщина-астронавт из Великобритании Хелен Шарман[80].
- 19 мая — распад Югославии: Референдум о независимости в Хорватии. Из 86 % всех хорватских избирателей 94,17 % голосов были отданы в пользу независимости[81].
- 20 мая — перестройка в СССР: Верховный Совет СССР принял Закон «О порядке выезда из Союза Советских Социалистических Республик и въезда в Союз Советских Социалистических Республик граждан СССР», разрешавший свободный выезд граждан СССР за границу (вступил в силу с января 1993 года.)[7][77][82][83].
- 21 мая
  - В Шриперумбудуре (Тамилнад, Индия) в результате террористического акта был убит бывший премьер-министр страны Раджив Ганди[7][77].
  - Президент Эфиопии Менгисту Хайле Мариам бежал из столицы страны, тем самым гражданская война в Эфиопии завершилась победой оппозиции[77].
- 22 мая — Съезд народных депутатов СССР принял решение о выборах через пять лет президента и вице-президента СССР путём всенародного голосования[84].
- 22—25 мая — Распад СССР: погромы таможенных пунктов Латвии и Литвы рижским и вильнюсским ОМОНом[85][86].
- 23 мая
  - Распад СССР: Верховный Совет Молдавии постановил изменить официальное название Молдавской ССР на Республика Молдова[87][88].
  - Катастрофа самолёта Ту-154Б-1 в аэропорту Пулково (Ленинград). Вследствие нарушения экипажем техники пилотирования при заходе на посадку самолёт разрушился. Погибли 13 пассажиров и 2 человека на земле.
- 24 мая — Израиль провёл операцию «Соломон», во время которой за 36 часов из Эфиопии было вывезено 14 325 человек[77].
- 25 мая — мать-одиночка Мишель Лодзински заявила об исчезновении своего 5-летнего сына Тимоти Уилтси во время прогулки. Тело было обнаружено в апреле 1992 года. Дело получило общественный резонанс в США.
- 26 мая
  - Приземление корабля Союз ТМ-11. Экипаж посадки — В. М. Афанасьев, М. Х. Манаров и Х. Шарман (Великобритания).
  - Президентом Грузии избран Звиад Гамсахурдия (набрал 87 % голосов)[7][76].
  - Около Бангкока (Таиланд) потерпел катастрофу Боинг 767, совершавший рейс 004 авиакомпании Lauda Air. Погибли 223 человека[77][89].
- 27 мая — завершён вывод советских войск из Чехословакии[90].
- 28 мая — президентом Эфиопии стал Мелес Зенауи (до 22 августа 1995 года)[91].
- 31 мая
  - Гражданская война в Анголе: президент Анголы Жозе Эдуарду душ Сантуш и лидер повстанцев УНИТА Жонаш Савимби подписали в Лиссабоне соглашение о завершении войны[7][77][92].
  - На базе Ольстерского оборонного полка в казармах Гленанна (близ Маунтнорриса, графство Арма, Северная Ирландия) заминированная боевиками ИРА машина, будучи без водителя, съехала с соседнего холма и врезалась в одно из зданий, после чего взорвалась. В результате взрыва погибли три солдата, были ранены ещё 14 человек (в том числе 4 гражданских лица)[93].

### Июнь
- 3 июня

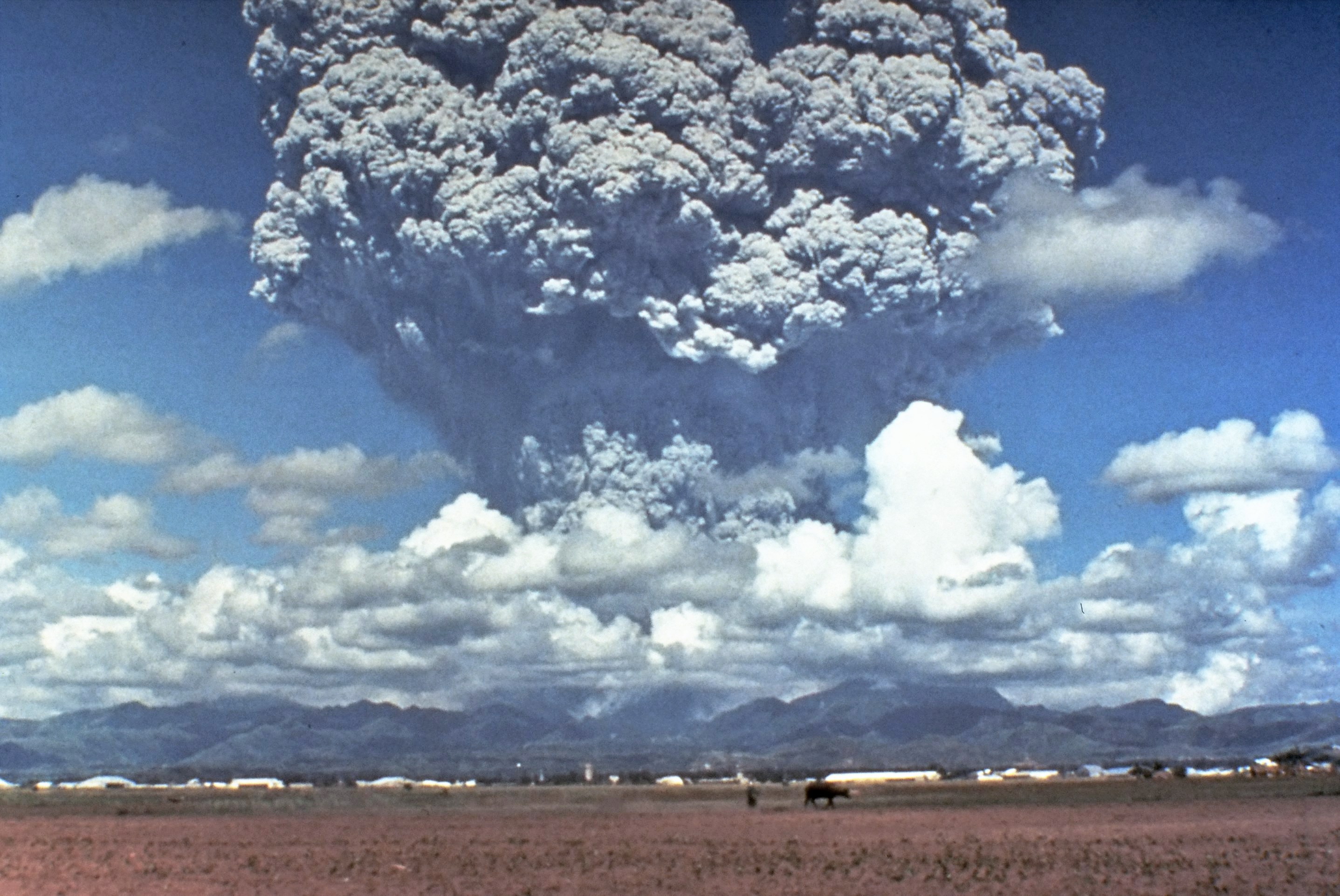
Извержение вулкана Пинатубо

  - Извержение вулкана Ундзэн в Японии. В результате схода пирокластического потока погибли 43 человека[77].
  - В деревне Коу (графство Тирон, Северная Ирландия) произошло вооружённое столкновение между тремя боевиками ИРА из Восточно-Тиронской бригады и восемью спецназовцами из Особой воздушной службы SAS[94].
- 4 июня — в Албании вследствие трёхнедельной забастовки ушло в отставку правительство[7].
- 5 июня
  - 41-й старт (STS-40) по программе Спейс Шаттл. 11-й полёт шаттла Колумбия. Экипаж — Брайан О’Коннор, Сидни Гутьеррес, Джеймс Бейгиан, Тамара Джерниган, Маргарет Седдон, Эндрю Гэффни, Милли Хьюз-Фулфорд. Доставлена на орбиту лаборатория Spacelab.
  - На фоне массовых антиправительственных выступлений, президент Албании Рамиз Алия назначил Юли Буфи премьер-министром[95].
  - Сид Ахмед Гозали назначен на должность премьер-министра Алжира[96].
- 7 июня — Распад СССР: Верховный Совет Украинской ССР принял решение о немедленном переходе под юрисдикцию УССР союзных предприятий и организаций, расположенных на территории республики[97].
- 8 июня — Чечено-Ингушская ССР: Общенациональный конгресс чеченского народа провозгласил в чеченской части республики независимую Чеченскую Республику (Нохчи-Чо)[98]. Начало двоевластия в Чечне[99].
- 9 июня — в Свазиленде на угольной шахте Эмасвати из-за обвала на глубине 65 метров оказались заперты 26 шахтёров. Они укрылись в защитном гроте, и были спасены благодаря тому, что спасатели за 30 часов проложили шахту[77].
- 10 июня — похищена 11-летняя Джейси Ли Дьюгард[100].
- 11 июня — США выделили СССР новый кредит в размере $ 1,5 млрд на продовольствие[7].
- 12 июня
  - Борис Ельцин избран Президентом РСФСР. Первые всенародные выборы главы государства в России. Вице-президентом избран Александр Руцкой[7][77].
  - Прошли первые выборы мэров Москвы (избран Гавриил Попов) и Ленинграда (избран Анатолий Собчак).
  - На первых президентских выборах в Татарстане избран единственный кандидат Минтимер Шаймиев.
- 14—23 июня — в Ле-Бурже (Франция) прошёл 39-й аэрокосмический салон.
- 15 июня — извержение вулкана Пинатубо на Филиппинах. Второе по силе сухопутное извержение вулкана в XX веке. Количество жертв превысило 800 человек[77].
- 17 июня
  - Новоогарёвский процесс: в СССР, в Ново-Огарёво, главы 9 республик вторично парафировали проект нового Союзного договора[7].
  - Апартеид: парламент ЮАР отменил Закон о регистрации населения (англ. Population Registration Act), согласно которому при рождении всех южноафриканцев регистрировалась их раса[7][77].
- 21 июня — в Индии сформировано новое правительство во главе с П. В. Нарасимха Рао (до 16 мая 1996 года)[примечание 5][7][101].
- 23 июня
  - В Турции сформировано новое правительство Партии Отечества во главе с Месутом Йылмазом (до 20 ноября 1991 года)[102].
  - Выпущена видеоигра Sonic the Hedgehog для платформы Sega Mega Drive (первая игра этой серии).
- 25 июня
  - Распад Югославии: Хорватия и Словения провозгласили независимость от Югославии[7][77].
  - Установлены дипломатические отношения между СССР и Белизом[103][примечание 6].
- 27 июня
  - Распад Югославии: началась Десятидневная война в Словении — первый крупный вооружённый конфликт на территории Югославии.
  - Генеральным секретарём Коммунистической партии Вьетнама стал До Мыой (до 29 декабря 1997 года).
- 28 июня — распущен Совет экономической взаимопомощи[7].
- 29 июня — в результате пожара на шахте «Южнодонбасской №1» (Угледар, Украинская ССР) погибли 32 человека[104].

### Июль
- 1 июля

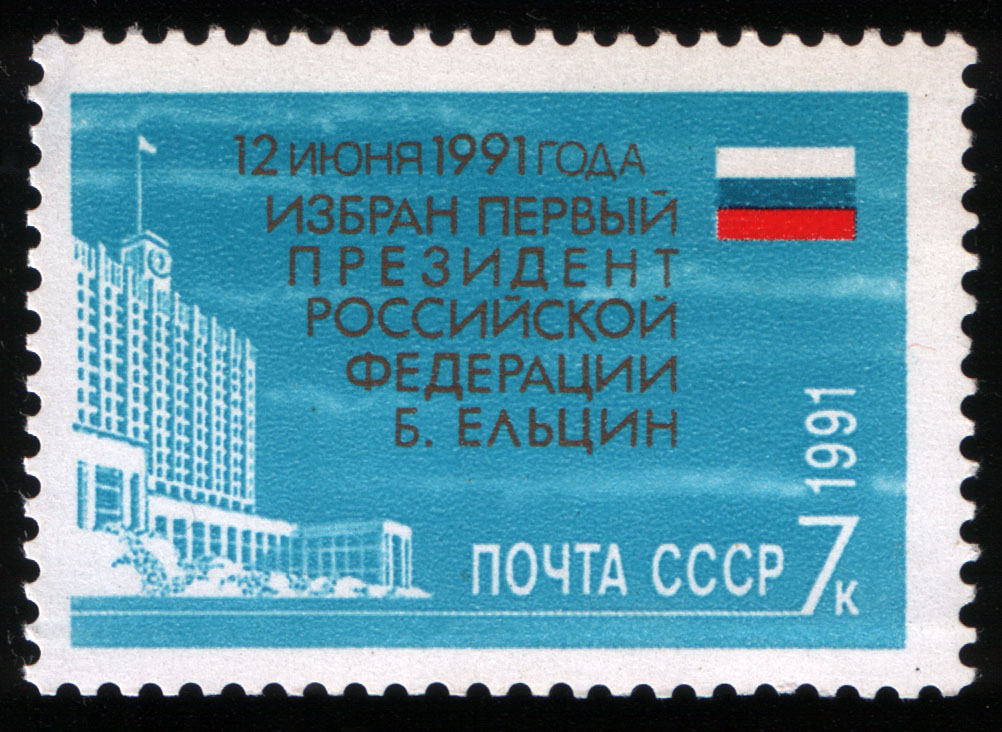
Марка, посвящённая избранию Бориса Ельцина Президентом России

  - В Праге (Чехословакия) официально расторгнут Варшавский договор[7][77][105].
  - Завершён вывод советских войск из Венгрии[7][105].
  - Верховный Совет СССР принял Закон «Об основных началах разгосударствления и приватизации предприятий»[106].
  - В СССР начата официальная регистрация безработных. В Москве и других городах открылись биржи труда.
  - Югославская война: страны-участницы ЕЭС ввели запрет на поставки оружия в Югославию и приняли решение направить в эту страну наблюдательную комиссию[7].
- 3 июля — в США начался прокат фильма «Терминатор 2: Судный день»[примечание 7][107].
- 4 июля
  - В Москву прибыла парламентская делегация Албании — впервые с 1961 года[108].
  - Землетрясение на Восточном Тиморе магнитудой 6,9. 23 человека погибли[77].
  - Президентом Кирибати стал Театао Теаннаки (до 24 мая 1994 года).
  - Принятие конституции Колумбии[109].
- 7 июля — югославская война: подписано Брионское соглашение, завершившее Десятидневную войну в Словении[77].
- 8—19 июля — состоялся XVII Московский кинофестиваль. Главный приз получил фильм «Пегий пёс, бегущий краем моря» (СССР—ФРГ)[110].
- 10 июля — Борис Ельцин принёс присягу в качестве президента России[77][111][112].
- 11 июля
  - Полное солнечное затмение (Гавайи, Мексика, Центральная Америка, Колумбия и Бразилия)[77].
  - В Саудовской Аравии потерпел катастрофу авиалайнер Douglas DC-8 нигерийской авиакомпании Nigeria Airways. Погиб 261 человек[113].
- 12 июля
  - Принята конституция Республики Болгарии, провозгласившая построение социального государства[114].
  - В Мавритании на референдуме одобрена новая конституция страны, предусматривающая введение многопартийной системы и снимала ограничения на количество президентских сроков[115].
- 14—25 июля — в Шеффилде (Великобритания) прошла XVI Летняя Универсиада[116].
- 15 июля — американские войска выведены из Северного Ирака[77].
- 17—18 июля — в Лондоне прошло совещание «Большой Семёрки» с участием СССР[117][118].
- 18 июля — в Китае сильные наводнения привели к затоплению свыше 20 миллионов гектаров сельскохозяйственных угодий[7].
- 21 июля — в финальном матче Кубка Америки по футболу 1991 года сборная Аргентины обыграла Колумбию со счётом 2:1.
- 22 июля — в США арестован серийный убийца Джеффри Дамер[77].
- 23 июля — опубликовано Слово к народу — обращение группы политиков и деятелей культуры[119].
- 24 июля — правительство Индии объявило Новую промышленную политику, обозначившую переход от плановой экономики к рыночной[7][77].
- 24—25 июля — Пленум ЦК КПСС, ставший последним в истории партии[120].
- 29 июля — Распад СССР: РСФСР признала независимость Литвы[77].
- В ночь с 30 на 31 июля — Распад СССР: на литовский таможенный пункт вблизи деревни Мядининкай, на границе с Белорусской ССР произошло нападение, в результате 7 человек были убиты, один — тяжело ранен.
- 31 июля — в Москве президент США Джордж Буш и президент СССР Михаил Горбачёв подписали Договор о сокращении стратегических вооружений, согласно которому в обеих странах арсеналы ракет большой дальности должны быть уменьшены на одну треть[7].

### Август

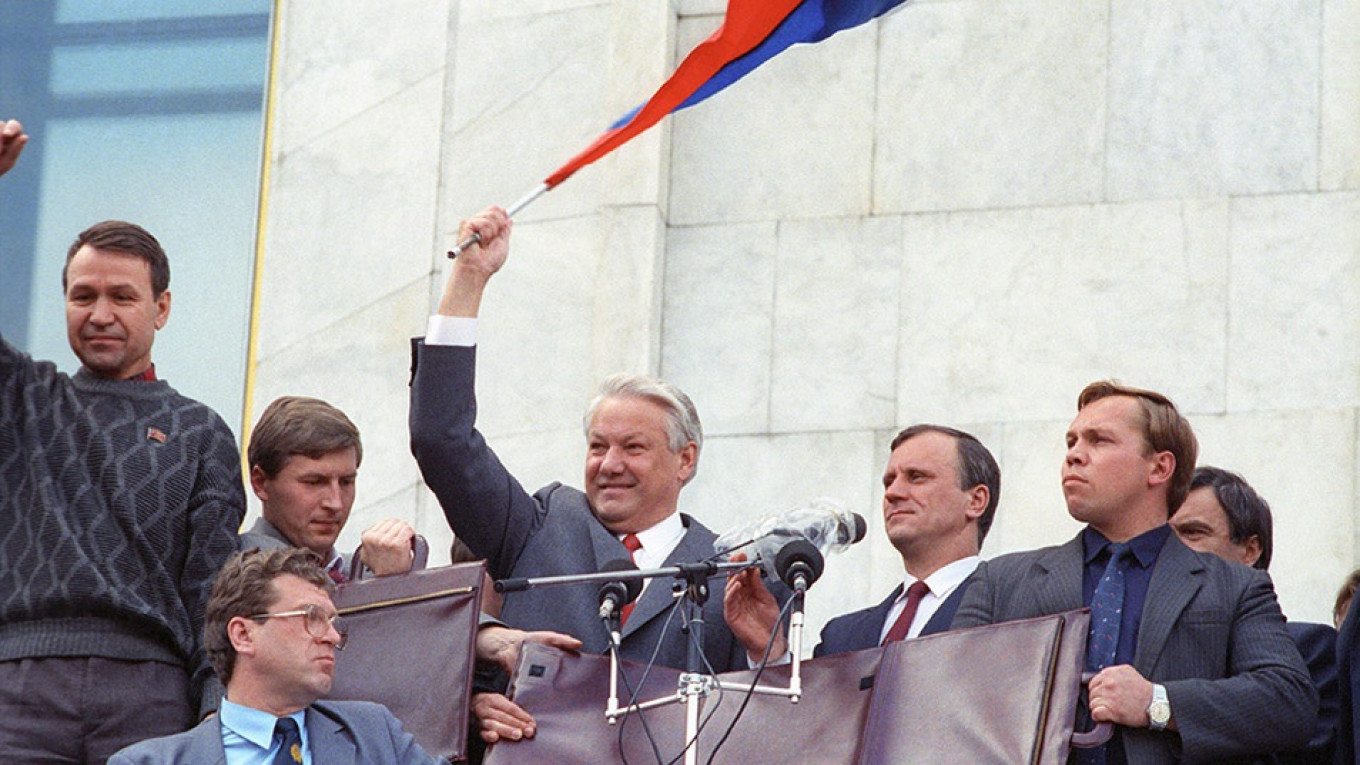
Борис Ельцин после поражения ГКЧП. 22 августа

- 1 августа — разрушительное наводнение на черноморском побережье Краснодарского края,  погибли не менее 46 человек[121].
- 2 августа — 42-й старт (STS-43) по программе Спейс Шаттл. 9-й полёт шаттла «Атлантис». Экипаж — Джон Блаха, Майкл Бейкер, Шеннон Лусид, Джеймс Адамсон, Дэвид Лоу.
- 4 августа — в Зимбабве школьный автобус, перевозивший учеников и учителей со спортивного соревнования, упал в горное ущелье, погиб 91 человек.
- 5 августа — в Литве введён в обращение Литовский талон — временная национальная валюта, используемая параллельно с советским рублём после объявления независимости от СССР.
- 6 августа
  - Тим Бернерс-Ли создал первый сайт http://info.cern.ch, тем самым положив начало современной Всемирной паутине (WWW). Он также разместил в группе новостей alt.hypertext ссылки на необходимое программное обеспечение.
  - В рамках военно-морских учений была проведена операция «Бегемот-2», во время которой советской АПЛ К-407 «Новомосковск» были успешно запущены 16 баллистических ракет Р-29РМ. Ни до, ни после этих учений столь массового пуска МБР с борта подводной лодки нигде в мире не производилось.
- 7 августа — в Париже убит бывший премьер-министр Ирана Шапур Бахтияр[77].
- 8 августа — обрушилась Варшавская радиомачта, до 2008 года бывшая самым высоким когда-либо существовавшим сооружением[77].
- 15 августа
  - Президентом Лаоса стал Кейсон Фомвихан (до 21 ноября 1992 года).
  - Совет Безопасности ООН предостерёг руководство Ирака от попыток помешать инспекторам ООН посещать ядерные предприятия в Ираке[37].
- 16 августа — Катастрофа Boeing 737 под Импхалом (Индия), погибли 69 человек.
- 18 августа — изоляция президента СССР М. С. Горбачёва в Крыму[122].
- 19—22 августа — Августовский путч в СССР: Создание Государственного комитета по чрезвычайному положению (ГКЧП)[7]. Объявление чрезвычайного положения в отдельных районах страны. Ввод военных подразделений и танков в Москву. Обращение Президента РСФСР и правительства РСФСР «К гражданам России», в котором действия ГКЧП характеризуются как государственный переворот, и содержится призыв к населению дать отпор «гэкачепистам». Начало массовых митингов и демонстраций в Москве и Ленинграде[122].
- 20 августа
  - Августовский путч в СССР: в Москве у Белого дома где находились Президент РСФСР и Верховный Совет РСФСР собрались около 100 000 человек, протестующих против переворота[77]. Массовый митинг протеста на Дворцовой площади в Ленинграде собрал около 300 тысяч человек[123].
  - Распад СССР: Эстония подтвердила независимость от СССР[7][77][124].
- 21 августа
  - Августовский путч в СССР: ГКЧП после провала военной операции, в ходе которой был должен состояться штурм Белого дома с участием танков, внутренних войск, ВДВ, а также ввиду массовых акций протеста, выводит войска и танки из Москвы[125]

. Открытие Чрезвычайной сессии ВС РСФСР. Отбытие А. В. Руцкого и И. С. Силаева в Крым для встречи с М. С. Горбачёвым. Возвращение Горбачёва в Москву.
- - Распад СССР: Латвия подтвердила свою независимость от СССР[7][77][124].
  - Своим Указом № 70 Ельцин «за поддержку антиконституционной деятельности так называемого „государственного комитета по чрезвычайному положению в СССР“, невыполнение указов Президента РСФСР, направленных на пресечение государственного переворота» отстранил от исполнения обязанностей председателей исполнительных комитетов краевого и ряда областных Советов народных депутатов РСФСР (в Краснодарском крае, Ростовской, Самарской и Липецкой областях).
  - Во тот же день Ельцин временно отстранил главу Всесоюзной государственной телерадиовещательной компании Л. П. Кравченко (уволен Горбачёвым 26 августа), а сама Всесоюзная телерадиокомпания была передана в ведение правительства РСФСР[126].
- 22 августа
  - Августовский путч в СССР: Арест членов ГКЧП. Вернувшийся из Фороса Президент СССР М. С. Горбачев фактически лишился реальной власти, политическая инициатива была теперь полностью была в руках Ельцина и российского руководства. В Москве у Кремля и у Белого дома состоялись многотысячные митинги в ознаменование победы демократических сил. На флагштоке над Белым домом впервые поднят российский флаг.
  - Верховный Совет РСФСР принял Постановление № 1627/I-I «Об официальном признании и использовании Национального флага РСФСР», в соответствии с которым был утверждён бело-лазорево-алый Национальный флаг РСФСР (с 1994 года этот день отмечается как День Государственного флага Российской Федерации)
  - 22 августа был издан указ Президента РСФСР № 76 «О деятельности ТАСС, Информационного агентства „Новости“ и ряда газет по дезинформации населения и мировой общественности о событиях в стране». Указ отстранял от должности гендиректора советского информационного агентства ТАСС Льва Спиридонова и передавал имущество агентства в собственность России[127].
- 23 августа
  - Указ Президента РСФСР «О приостановлении деятельности Коммунистической партии РСФСР»[128].
  - В США начались продажи игровой приставки Super Nintendo Entertainment System («Super Nintendo»).
  - В Токио начался III чемпионат мира по лёгкой атлетике (до 1 сентября)[129].
  - В этот день был принят указ Президента РСФСР о запрете газет, которые поддержали путчистов; в их число попала газета Правда, которая не выходила до 31 августа 1991 года.
  - Запрещена Коммунистическая партия Молдавии[130].
  - Запрещена Коммунистическая партия Литвы[131].
- 24 августа
  - В СССР Михаил Горбачёв подал в отставку с поста Генерального секретаря ЦК КПСС[7] и призвал ЦК КПСС объявить о самороспуске партии, а республиканские и местные организации — самим определить свою судьбу[77]. Горбачёв вынужден был поставить перед Верховным Советом СССР вопрос о доверии правительству СССР.
  - Указ Президента РСФСР о передаче всех видов правительственной связи СССР в ведение КГБ РСФСР, а также банков, почты, телеграфа СССР в ведение РСФСР
  - Распад СССР: Украина провозгласила независимость от СССР[77][132][133].
- 25 августа
  - Распад СССР: Белоруссия провозгласила политическую и экономическую независимость от СССР[77][124][134].
  - Распад СССР: опубликованы сообщения о признании независимости республик Прибалтики 12 зарубежными государствами[132].
  - Председатель Совета Министров РСФСР Иван Силаев передал официальное сообщение о том, что, в соответствии с решением Верховного Совета РСФСР, отныне государственным флагом республики будет трёхцветный флаг[132].
  - Приднестровский конфликт: Верховный Совет Приднестровской Молдавской ССР принял «Декларацию о независимости ПМССР» (с 5 ноября стала называться Приднестровская Молдавская Республика).
  - Югославские войны: в ходе боевых действий в Югославии начинается трёхмесячная осада города Вуковар в Восточной Хорватии.
  - Финский студент Линус Торвальдс закончил работу над самой первой версией ядра Linux и сообщил о своём успехе в почтовую конференцию comp.os.minix, посвящённую учебной операционной системе Minix, ставшей прототипом Linux[77].
  - Михаэль Шумахер дебютировал в гонках «Формула-1».
- 26 августа
  - При невыясненных обстоятельствах погиб (выпал из окна) управляющий делами ЦК КПСС Н. Е. Кручина[135]. Начало череды таинственных смертей партийных функционеров: 6 октября погиб предшественник Кручины Г. С. Павлов[136], 17 октября — заведующий международным отделом ЦК КПСС Д. Лисоволик, при этом оба также выпали из окон собственных квартир[137].
  - Запрещена Коммунистическая партия Грузии[138].
- 27 августа — Распад СССР: Республика Молдова провозгласила независимость от СССР[139][140].
- 28 августа
  - Руководство РСФСР объявило, что Россия устанавливает свой контроль над Государственным банком СССР и Внешэкономбанком СССР[141].
  - Распад СССР: Верховный Совет СССР утвердил отставку премьер-министра Валентина Павлова[7][142] и передал полномочия союзного правительства вновь сформированному Комитету по оперативному управлению народным хозяйством СССР во главе с Иваном Силаевым[143].
  - Распущена коллегия КГБ СССР[7].
- 29 августа
  - Верховный Совет СССР приостановил деятельность КПСС на всей территории страны[7][144].
  - Руководитель христианских войск генерал Мишель Аун покинул Ливан на французском судне[77].
- 30 августа
  - Распад СССР: Азербайджан принял декларацию о независимости[7][145].
  - Запрещена Коммунистическая партия Украины[146].
- 31 августа — Распад СССР: Кыргызстан и Узбекистан провозгласили независимость от СССР[77][147][нет в источнике].

### Сентябрь
- 2 сентября
  - Карабахский конфликт: совместная сессия Нагорно-Карабахского областного и Шаумяновского районного Советов народных депутатов провозгласила образование Нагорно-Карабахской Республики (НКР) в границах Нагорно-Карабахской автономной области (НКАО) и населённого армянами прилегающего Шаумяновского района Азербайджанской ССР.
  - Распад СССР: США признали независимость Эстонии, Латвии и Литвы[77].
  - Распад СССР: вопрос о центральном правительстве СССР отложен до принятия новой конституции[7].
- 2—5 сентября — в Москве состоялся V (внеочередной и последний) Съезд народных депутатов СССР[148]. V Съезд народных депутатов СССР объявил переходный период для формирования новой системы государственных отношений, подготовки и подписания Договора о Союзе Суверенных Государств (ССГ). Съезд постановил прекратить деятельность Съезда народных депутатов СССР и Верховного Совета СССР, то есть фактически распустил высшие органы государственной власти СССР.
- 4 сентября
  - Городу Свердловску возвращено имя Екатеринбург.
- 6 сентября
  - Начал работу Государственный Совет СССР — орган власти СССР на время переходного периода.
  - Распад СССР: Госсовет СССР признал независимость Эстонии, Латвии и Литвы[7][77][149].
  - Чечено-Ингушская ССР: захват власти в чеченской части республики сепаратистами. Вооружённые боевики ОКЧН разогнали депутатов Верховного Совета Чечено-Ингушской ССР[примечание 8].
  - Указом Президиума Верховного Совета РСФСР Ленинграду возвращено название Санкт-Петербург[77]. 21 апреля 1992 года Съезд народных депутатов РСФСР утвердил переименование города Ленинграда, внеся поправку в ст. 71 Конституции РСФСР[150].
  - В Конго близ города Пуэнт-Нуар произошло столкновение пассажирского и товарного поездов. Погибли порядка 100 человек[151].
- 8 сентября
  - Президентом Азербайджана на безальтернативной основе был избран Аяз Муталибов.
  - Распад Югославии: Македония провозгласила независимость[77].
- 9 сентября
  - Распад СССР: Таджикистан провозгласил независимость от СССР[152].
  - Начало работы первого советского оператора мобильной связи «Дельта Телеком».
- 11 сентября — катастрофа рейса 2574 Continental Express в США.
- 13 сентября
  - 43-й старт (STS-48) по программе Спейс Шаттл. 13-й полёт шаттла Дискавери. Экипаж — Джон Крейтон, Кеннет Райтлер, Джеймс Бакли, Чарлз Гемар, Марк Браун. Полёт для министерства обороны США.
  - Саддам Хусейн снял Садуна Хаммади с поста премьер-министра Ирака, назначив на его место М. аз-Зубейди[37].
- 16 сентября
  - Президентом Суринама стал Рональд Венетиан (до 16 сентября 1996 года)[153].
  - Катастрофа Ан-74 в Ленске, погибли все находившиеся на борту 13 человек[154].
  - Первая программа ЦТ сменила название на «Первый канал ЦТ», а РТВ на РТР.
- 17 сентября
  - КНДР, Республика Корея[77], Эстония, Латвия, Литва, Маршалловы Острова и Микронезия стали членами ООН.
  - Опубликован исходный код Linux.
- 18 сентября — Председателем Верховного Совета (главой республики) Белоруссии стал Станислав Шушкевич (до 26 января 1994 года)[155].
- 19 сентября
  - В Альпах была найдена мумия человека бронзового века Эци[77].
  - Белорусская Советская Социалистическая Республика информировала Организацию Объединённых Наций об изменении её названия на Беларусь[156].
- 20 сентября — Распад СССР: создан Межреспубликанский экономический комитет СССР (14 ноября преобразован в Межгосударственный экономический комитет Экономического сообщества) во главе с Иваном Силаевым[157].
- 21 сентября
  - Распад СССР: на референдуме 99 % избирателей проголосовали за независимость Армении[158].
  - Югославская война: на мосту через реку Корану хорватскими солдатами были казнены 13 югославских резервистов.
- 22 сентября
  - В библиотеке Хантингтона (США) впервые широкой публике были выставлены Кумранские рукописи[77].
  - Распад Югославии: Косово провозгласила независимость.
- 23 сентября
  - Распад СССР: Армения подтвердила независимость от СССР[7][77].
  - Городам Свердловску и Загорску возвращены их исторические имена — Екатеринбург и Сергиев Посад.
- 25 сентября
  - гражданская война в Сальвадоре:  подписано соглашение о прекращении войны, продолжавшейся с 1980 года[7].
  - Югославская война: в связи с началом распада и войн в Югославии Совет Безопасности ООН принял резолюцию об объявлении эмбарго на поставки оружия в Югославию[159].
- 26 сентября
  - В Румынии после двухдневных беспорядков, организованных шахтёрами, требующими повышения оплаты труда, выведены на улицу войска. Правительство во главе с Петре Романом ушло в отставку. 1 октября новым премьер-министром назначен Теодор Столожан[160].
  - В Финском заливе близ Санкт-Петербурга потерпел катастрофу самолёт Ан-24 компании «Полёт», в результате чего погибли 10 человек.
- 26—30 сентября — Распад Югославии: в Косово около 99 % голосовавших при явке 87 % высказались за независимость. Референдум был бойкотирован сербами живущими в Косове[161].
- 27—28 сентября — прошёл XXII Чрезвычайный съезд ВЛКСМ, объявивший историческую роль ВЛКСМ исчерпанной и распустивший организацию[162].
- 28 сентября — в Москве прошёл рок-фестиваль Монстры Рока, который по разным оценкам посетило от 600 до 800 тысяч зрителей[163].
- 29 сентября — 4 октября — Югославская война: в хорватском городе Бьеловаре хорватскими солдатами казнены военнопленные югославские солдаты и гражданские сербы[164].
- 30 сентября — военный переворот на Гаити. Жан-Бертран Аристид свергнут с поста президента. Власть перешла к военной хунте[7][25][77].
- Сентябрь — в России образована женская музыкальная группа, получившая известность под названием «Лицей»[165] (первое выступление группы под этим названием состоялось 12 декабря 1991 года[166]).

### Октябрь
- 1 октября

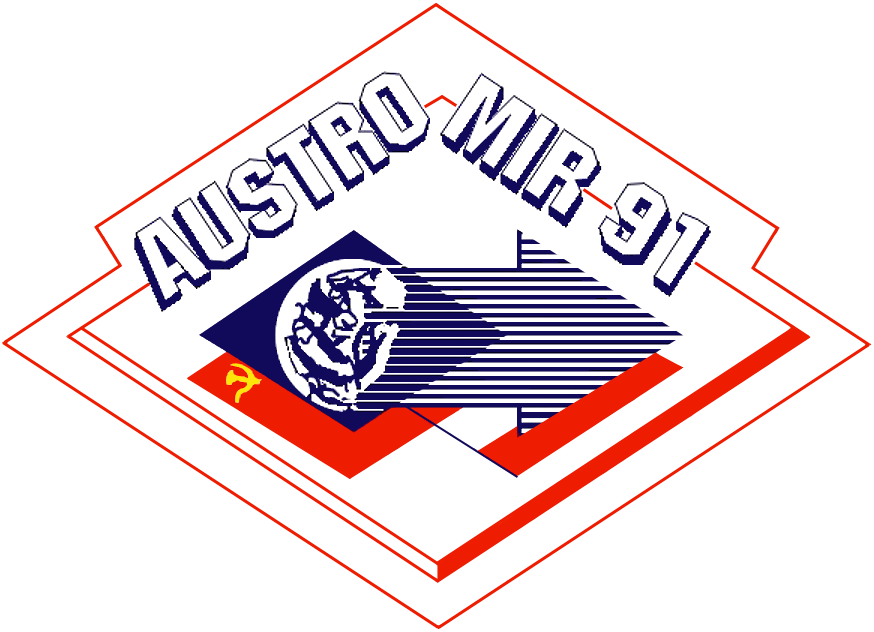
Эмблема Союз ТМ-13

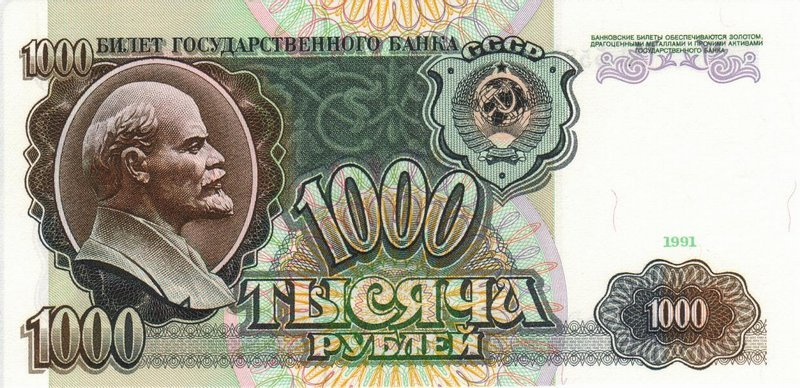
1000 рублей 1991 года

  - Распад СССР: алма-атинская встреча руководителей делегаций 13 республик. Двенадцать из них (кроме Латвии) парафировали договор об экономическом сообществе бывших и действующих союзных республик.
  - Решением председателя Временного высшего совета ЧИАССР Хусейна Ахмадова Чечено-Ингушская Республика была разделена на Чеченскую и Ингушскую Республики. Однако через 4 дня большинство членов ВВС отменило данное решение своего председателя[167].
  - Югославская война: югославская народная армия начала штурм Дубровника (1 октября федеральная авиация нанесла бомбовый удар по столице Хорватии Загребу)[7].
  - Установлены дипломатические отношения между СССР и Брунеем[168].
- 2 октября
  - В СССР осуществлён запуск космического корабля «Союз ТМ-13», приземление 25 марта 1992 года. Экипаж на старте — Александр Волков (приземление 25 марта 1992 года), Тохтар Аубакиров (Казахстан) и Франц Фибёк (Австрия). Первые космонавты из Австрии и Казахстана[примечание 9].
  - Губернатор Арканзаса Билл Клинтон объявил о своём намерении выставить в 1992 году свою кандидатуру на пост президента США от Демократической партии.
- 4 октября
  - Премьер-министром Швеции стал Карл Бильдт (до 7 октября 1994 года)[169].
  - Открыт для подписания Протокол о защите окружающей среды в Антарктиде[англ.] (англ. Protocol on Environmental Protection to the Antarctic Treaty), являющийся частью Договора об Антарктике и запрещающий добычу полезных ископаемых в Антарктиде сроком на 50 лет. Протокол вступил в силу 14 января 1998 года[170].
  - Установлены дипломатические отношения между СССР и Латвией[171].
- 5 октября — в Восточной Джакарте (Индонезия) потерпел катастрофу C-130H-30 индонезийских ВВС, при этом погибли 135 человек. На момент событий это была крупнейшая авиакатастрофа в стране.
- 8 октября — распад Югославии: парламент Хорватии окончательно отменил все законодательные акты, связывающие её с Югославией[172].
- 9 октября — установлены дипломатические отношения между СССР и Литвой[173].
- 9—13 октября — в Афинах прошёл XV Чемпионат мира по художественной гимнастике.
- 10 октября
  - Приземление корабля Союз ТМ-12. Экипаж посадки — А. П. Арцебарский, Т. О. Аубакиров и Ф. Фибёк (Австрия).
  - президентом Бангладеш стал Абдур Рахман Бисвас (до 9 октября 1996 года)[174].
- 11 октября — Совет Безопасности ООН принял решение о постоянном контроле за военной промышленностью Ирака. Тогда же была единогласно принята резолюция, запретившая Ираку производство химического и биологического оружия[37].
- 12 октября — В Кыргызстане состоялись первые всенародные выборы президента. На безальтернативной основе свои полномочия подтвердил Аскар Акаев[172][175][176].
- 13 октября
  - Государственный банк СССР выпустил в обращение купюры 200, 500 и 1000 рублей[177].
  - Болгарская социалистическая партия потерпела поражение на парламентских выборах (8 ноября Филип Димитров стал первым некоммунистическим премьер-министром страны с 1944 года)[7].
- 15 октября
  - Распад Югославии: парламент югославской республики Босния и Герцеговина проголосовал за провозглашение независимой республики[7].
  - Албания стала членом Международного валютного фонда (МВФ)[27].
- 16 октября — Стрельба в Луби
- 16—17 октября — распад Югославии: в Москве при посредничестве М. С. Горбачёва прошли переговоры лидеров Сербии и Хорватии Слободана Милошевича и Франьо Туджмана[178][179].
- 16—18 октября — Югославская война: в городе Госпиче хорватские солдаты и полицейские расстреляли не менее ста сербских мирных жителей[180].
- 17 октября — Распад СССР: Левон Тер-Петросян избран первым президентом независимой Республики Армении. За его кандидатуру проголосовало 83,4 процента избирателей.
- 18 октября
  - Распад СССР: Азербайджан подтвердил независимость от СССР[181].
  - Распад СССР: последнее заседание Президиума Верховного Совета СССР[182].
  - Восстановлены дипломатические отношения между Израилем и СССР, прерванные в 1967 году после Шестидневной войны[183].
  - Распад СССР: Союзные республики и республики, заявившие о выходе из Союза ССР, подписали Договор об Экономическом сообществе[184].
- 19 октября — в Калмыкии прошёл первый тур президентских выборов[185].
- 20 октября
  - На севере Индии произошло землетрясение магнитудой 6,8, около 2000 человек погибли[172][186].
  - В Риме подписано соглашение о прекращении гражданской войны в Мозамбике[7].
  - Принята Декларация Хараре, закрепившая критерии участия государств в Британском Содружестве[172].
  - Парламентские выборы на Аландских островах[187].
  - На парламентских выборах в Швейцарии Свободная демократическая партия осталась крупнейшей парламентской партией, получив 44 из 200 мест Национального совета.
- 21 октября
  - Президент Заира Мобуту Сесе Секо отправил в отставку премьер-министра Этьена Чисекеди, что вызвало массовые беспорядки в стране (31 октября оппозиция сформировала собственное правительство)[7].
  - Югославская война: сербскими отрядами совершены убийства мирных хорватских граждан в хорватских деревнях Бачин, Хрватска-Дубица и Церовляни.
- 22 октября — постановлением Государственного Совета СССР Комитет государственной безопасности СССР был упразднён. КГБ союзных республик переводились «в исключительную юрисдикцию суверенных государств»[188]. Окончательно общесоюзная спецслужба была ликвидирована 3 декабря 1991 г.
- 23 октября — представители четырёх противоборствующих сторон в Камбодже на встрече в Париже подписали соглашение о прекращении гражданской войны[7].
- 24 октября
  - Последний цензурный орган в СССР «Агентство по защите государственных секретов в средствах массовой информации» ликвидирован на основании постановления Совета Министров РСФСР от 15 октября и приказа Министерства информации и печати СССР от 24 октября.
  - Установлены дипломатические отношения между РСФСР и Эстонией[189].
- 25 октября — совершил первый полёт пассажирский лайнер Airbus A340.
- 26 октября — Распад СССР: большинство населения на референдуме проголосовало за независимость Туркменистана[190].
- 27 октября
  - Распад СССР: Туркменистан провозгласил независимость от СССР[172][191].
  - Чеченская Республика (Нохчи-Чо): на первых выборах президента непризнанной Чеченской Республики (Нохчи-Чо) победил Джохар Дудаев. Вступил в должность 9 ноября (до 21 апреля 1996 года)[примечание 10][185][192].
  - В Польше прошли первые свободные парламентские выборы[7][172]. Большинство получила Демократическая уния во главе с бывшим премьер-министром Тадеушем Мазовецким. Союз демократических левых сил занял 2-е место. С проведением данных выборов посткоммунистическая трансформация политического строя в Польше окончательно завершилась.
- 29 октября — американский космический аппарат Галилео приблизился к астероиду (951) Гаспра, тем самым совершив первую в истории попытку исследовать астероид с близкого расстояния.
- 30 октября—1 ноября — в Мадриде под эгидой СССР и США прошла международная конференция по урегулированию на Ближнем Востоке[172][193].
- Октябрь — состоялась премьера фильма Эльдара Рязанова «Небеса обетованные»[194].

### Ноябрь
- 1 ноября

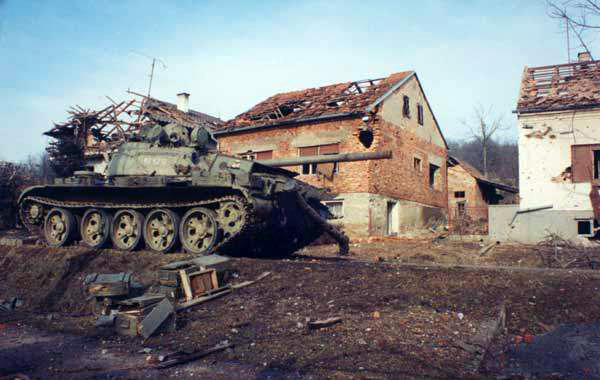
Танк Т-55 Югославской народной армии, уничтоженный в ходе боевых действий в Хорватии

  - Съезд народных депутатов РСФСР принял решение о введении годичного моратория на назначение и проведение новых выборов всех уровней и разрешил Президенту назначать глав администраций[185] а также утвердил государственным флагом РСФСР бело-лазорево-алый флаг, внеся поправку в ст. 181 Конституции РСФСР[195]. Также из Конституции были исключены упоминания о социализме и плановой экономике.
  - В результате массового убийства в университете Айовы погибли 6 человек, включая нападавшего, и ещё 2 человека получили ранения[196][197][198].
- 2 ноября — президентом Замбии стал Фредерик Чилуба (до 2 января 2002 года)[199].
- 4 ноября — во втором туре президентских выборов в Калмыкии ни один кандидат не избран президентом, так как не получил «за» больше голосов, чем против[185].
- 5 ноября — премьер-министром Японии стал Киити Миядзава (до 9 августа 1993 года)[200].
- 6 ноября
  - Борис Ельцин возглавил правительство реформ России, его заместителем стал Егор Гайдар.
  - Указ президента РСФСР «О деятельности КПСС и Коммунистической партии РСФСР», запретивший их деятельность[201].
  - Наводнения и оползни на Филиппинах, в результате которых погибли более 6000 человек[7][202].
- 7 ноября
  - В Кувейте потушена последняя горящая нефтяная скважина из подожжённых при отступлении иракскими войсками[172].
  - Сумио Иидзима опубликовал в журнале Nature первое сообщение об углеродных нанотрубках.
  - В окрестностях Махачкалы потерпел катастрофу самолёт Як-40 авиаконцерна Югавиа, в результате чего погиб 51 человек.
- 8 ноября — югославская война: министры иностранных дел стран-участниц ЕЭС приняли решение о введении немедленных экономических и торговых санкций против Югославии и приостановке работы мирной конференции по Югославии (2 декабря отменены санкции против всех югославских республик, кроме Сербии и Черногории)[7].
- 11 ноября — установлены дипломатические отношения между СССР и ЮАР[203].
- 13 ноября — Война в Хорватии: под наблюдением комиссии по контролю над выполнением соглашения о прекращении огня сотни гражданских лиц эвакуированы из города Дубровник (Хорватия)[7].
- 14 ноября — камбоджийский принц Нородом Сианук вернулся на родину после 13 лет изгнания[7][172].
- 14 ноября — Распад СССР: Госсовет СССР принял постановление о ликвидации большинства министерств и других центральных органов государственного управления СССР с 1 декабря 1991 г[204].
- 14—16 ноября — югославская война: сражение в далматинских проливах между береговой обороной ВМС Хорватии и кораблями ВМС Югославии вблизи морского порта Сплит и островов Шолта, Брач, Хвар и Корчула.
- 15 ноября — Борис Ельцин подписал пакет из десяти президентских указов и правительственных постановлений, связанных с переходом России к рыночной экономике.
- 16 ноября — на референдуме[англ.] принята конституция Экваториальной Гвинеи[205].
- 17 ноября — Собрание Республики Македонии приняло конституцию страны[206].
- 18 ноября
  - Югославская война: после 87-дневной осады сербские войска взяли хорватский город Вуковар, после чего были совершены массовые казни хорватских пленных[172].
  - Правительство России приняло постановление «О мерах по либерализации цен» (во исполнение Указа Президента РСФСР от 3 декабря 1991 года)[примечание 11].
  - В СССР создан нефтяной концерн Лукойл.
  - Распад Югославии: Мате Бобан и Дарио Кордич объявили о создании Хорватского содружества Герцег-Босна в качестве отдельной политической, культурной, экономической и территориальной единицы на территории Боснии и Герцеговины[207].
  - По советскому телевидению начат показ мексиканского телесериала Богатые тоже плачут[208].
- 20 ноября
  - Карабахский конфликт: армянские военные сбили азербайджанский вертолёт Ми-8, на борту которого находилось 19 человек из миротворческой миссии, в которую входили официальные представители из России, Казахстана и Азербайджана.
  - В Турции сформировано новое коалиционное правительство Демократической партии и Республиканской народной партии во главе с Сулейманом Демирелем[102].
- 21 ноября
  - Армения и Литва установили дипломатические отношения[209].
  - Конституционной ассамблеей Румынии принята новая конституция, одобрена референдумом[англ.] и вступила в силу 8 декабря[210][211].
- 24 ноября
  - Распад СССР: Всенародные выборы президента Таджикистана выиграл Рахмон Набиев, возглавлявший республику до начала перестройки (президент со 2 декабря 1991 года до 7 сентября 1992 года)[212].
  - 44-й старт (STS-44) по программе Спейс Шаттл. 10-й полёт шаттла Атлантис. Экипаж — Фредерик Грегори, Теренс Хенрикс, Джеймс Восс, Стори Масгрейв, Марио Ранко, Томас Хеннен.
  - Распад Югославии: в ходе Осады Дубровника силами ЮНА объявлено о создании Дубровницкой республики[213].
- 26 ноября
  - Карабахский конфликт: в ответ на провозглашение Нагорно-Карабахской Республики Верховный Совет Азербайджана аннулировал автономный статус Нагорного Карабаха[214].
  - В Бугульме потерпел катастрофу самолёт Ан-24РВ авиакомпании Татарстан, в результате чего погиб 41 человек.
  - Польша стала членом Совета Европы[215].
- 27 ноября
  - Опубликован пятый и последний вариант Договора о Союзе Суверенных Государств[216].
  - Опубликован Указ президента РСФСР Ельцина «О реорганизации центральных органов государственного управления РСФСР», по которому свыше 70 союзных министерств и ведомств переводятся под российскую юрисдикцию.
  - Совет Безопасности ООН единогласно принял резолюцию, предусматривавшую проведение миротворческих операций в Югославии.

### Декабрь
- 1 декабря

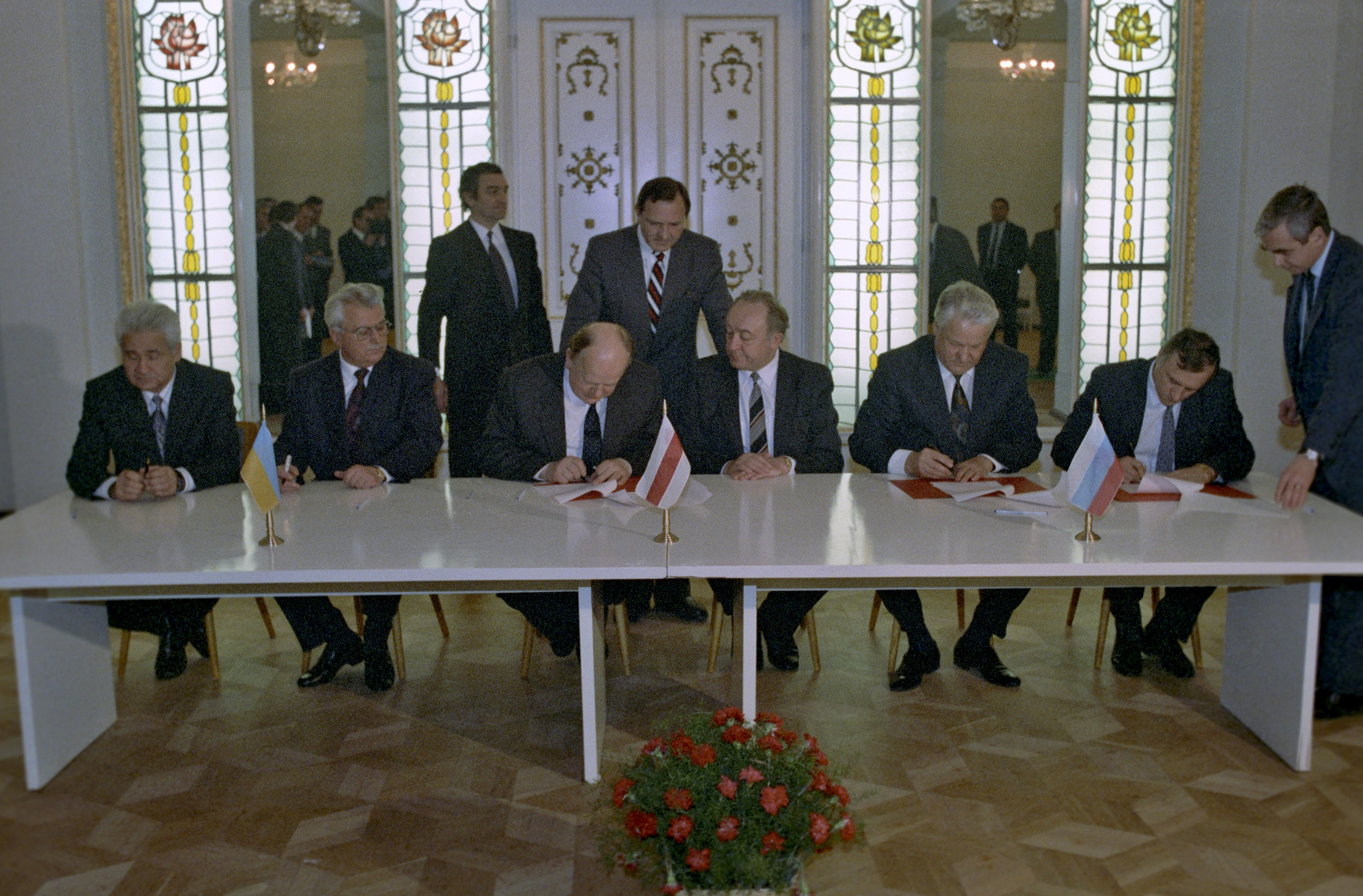
Подписание Беловежского соглашения

  - Распад СССР: президентские выборы на Украине и всеукраинский референдум о независимости. Президентом Украины избран Леонид Кравчук[172][217], а 90,32 % поддержали Акт провозглашения независимости Украины[218].
  - выборы президента Казахстана, избран единственный кандидат — Нурсултан Назарбаев (98,6 % участвовавших)[172][219].
- 2 декабря — в Вануату состоялись парламентские выборы. Премьер-министром в результате создания парламентской коалиции стал представитель Союза умеренных партий Максим Карлот Корман[220].
- 3 декабря 
  - Национальная ассамблея Кении проголосовала за отмену однопартийной системы.
  - Впервые в своей истории Внешторгбанк СССР разрешил своим гражданам проводить операции с иностранной валютой: курс 1 доллара США составил 90 руб. (покупка), 99 руб. (продажа).
- 4 декабря — в Ливане, после 7 лет заключения, освобождён американский журналист Терри А. Андерсон, последний из американских заложников (удерживаемый дольше всех)[172].
- 8 декабря
  - Распад СССР: в Вискулях (Беларусь) подписано Соглашение о прекращении существования СССР и о создании СНГ[7][172][221].
  - президентские выборы в Молдове, избран единственный кандидат — Мирча Снегур (98,2 % участвовавших). Выборы прошли в условиях высокой этнической напряжённости, с сепаратистами в Гагаузии и Приднестровье, которые объявили о неучастии в выборах[222].
  - В Чувашской Республике состоялся первый тур президентских выборов[185].
  - В Республике Марий Эл состоялся первый тур президентских выборов[185].
  - Прекратила свою деятельность американская авиакомпания Pan American World Airways.
- 9 декабря — в Маастрихте (Нидерланды) на встрече на высшем уровне (до 10 декабря) главы стран-участниц ЕЭС заключили Договор о создании более тесного экономического и политического союза[7][172].
- 10 декабря
  - Карабахский конфликт: референдум о независимости Нагорного Карабаха от Азербайджана. 99,89 % участников референдума высказались за независимость, которая была провозглашена 6 января 1992 года.
  - Распад СССР: Верховные Советы Беларуси и Украины ратифицировали Беловежское соглашение[223].
  - Президент Албании Рамиз Алия назначил новый «технический кабинет» во главе с Вильсоном Ахмети[224].
- 11 декабря — Югославская война: в селе Паулин-Двор близ хорватского города Осиек совершены преступления против сербских гражданских лиц, казнённых хорватскими гвардейцами[225].
- 12 декабря
  - Распад СССР: Верховный Совет РСФСР денонсировал Договор об образовании СССР 1922 года и ратифицировал Беловежское соглашение[172][226].
  - Официальный «день рождения» популярной музыкальной группы «Лицей»[166].
- 13 декабря
  - ООН отменил запрет на спортивные, научные и академические связи с ЮАР[7].
  - Югославская война: массовое убийство хорватских гражданских лиц в деревне Вочин сербскими полувоенными формированиями.
- 14 декабря
  - Владислав Зотин избран президентом Марийской ССР[185].
  - В Мордовии состоялся первый тур президентских выборов[185].
- 15 декабря — в Красном море, выполняя пассажирские перевозки между городом Джидда и Суэцем, налетел на рифы египетский паром «Салем экспресс», погибли не менее 470 человек[227][228].
- 16 декабря
  - Распад СССР: Казахстан провозгласил независимость[229].
  - Генеральная ассамблея ООН отменила своё решение 1975 года о том, что сионизм является расизмом[230].
- 17 декабря
  - Премьер-министром Тринидада и Тобаго стал Патрик Мэннинг (до 9 декабря 1995 года)[172][231].
  - Армения и Румыния установили дипломатические отношения[232].
- 19 декабря
  - В Австралии Пол Китинг сменил Боба Хоука на посту премьер-министра страны[7][172].
  - Распад Югославии: в Хорватии сербские автономные области в Славонии и Краине объявили об образовании Республики Сербской Краины со столицей в Книне. Руководство РСК заявило о намерении войти в состав «обновлённой» Югославии[233].
  - Распад СССР: Президент РСФСР Б. Ельцин своим указом упразднил Комитет по оперативному управлению народным хозяйством СССР[234].
- 20 декабря
  - Распад Югославии: подал в отставку премьер-министр Югославии Анте Маркович[7].
  - Казахстан признал независимость России.
  - Армения заявила о признании независимости России.
  - Михаил Николаев избран президентом Республики Саха (Якутии)[185].
- 21 декабря
  - Распад СССР: алма-атинская встреча глав 11 государств СНГ. По итогам встречи была принята Алма-Атинская декларация[235] и подписан протокол к беловежскому соглашению[236].
  - Начал работу Совет североатлантического сотрудничества при НАТО для контактов между НАТО и европейскими странами, не входящими в альянс (в 1997 году его функции перешли к Совету Евро-Атлантического Сотрудничества)[237].
- 22 декабря
  - Начало вооружённого переворота сил оппозиции в Тбилиси против президента Гамсахурдия. Начало гражданской войны в Грузии[238].
  - Распад СССР: В Москве у ВДНХ состоялся многотысячный митинг сторонников сохранения СССР[239][240][241].
  - Василий Гуслянников избран президентом Мордовской ССР[185].
  - В Адыгее и Кабардино-Балкарской Республике состоялся первый тур президентских выборов[185].
  - Во втором туре президентских выборов в Чувашской ССР ни один кандидат не избран, так как не получил более 50 % голосов[185].
- 23 декабря
  - Распад СССР: Россия официально заняла место СССР в Совете Безопасности ООН[242].
  - Распад СССР: Верховный Совет Казахской ССР ратифицировал беловежское соглашение и алма-атинский протокол к нему[243].
  - Принятие Конституции Республики Словении[244].
- 24 декабря 
  - Распад СССР: постановлением Совета Республик была прекращена деятельность Верховного Совета СССР и его органов.
  - Великобритания официально признала Россию как государство — продолжателя СССР.
  - Ким Чен Иру присвоено звание верховного главнокомандующего Корейской Народной Армии.
- 25 декабря
  - Распад СССР: Президент СССР Михаил Горбачёв ушёл в отставку[7], смена советского флага на российский флаг над Кремлём, переименование РСФСР в Российскую Федерацию по решению Верховного Совета РСФСР[172][245][246]. СССР официально прекратил своё существование[247].
  - Распад СССР: Верховный Совет Таджикистана ратифицировал беловежское соглашение[248].
  - Президент США Джордж Буш объявил об официальном признании Соединёнными Штатами независимости России, а также Украины, Беларуси, Армении, Казахстана и Кыргызстана.
  - США, Казахстан, Армения, Украина, Беларусь и Кыргызстан установили дипломатические отношения[249][250][примечание 12][251][252][примечание 13][253][примечание 14][254][255][примечание 15][256][257][258][примечание 16].
  - Украина и Армения установили дипломатические отношения[259][260][261].
  - Начало вещания Радио Maximum[262].
- 26 декабря
  - Распад СССР: Последнее заседание Совета Республик Верховного совета СССР[263]. Принятием им декларации о прекращении существования СССР в связи с образованием СНГ[264]. Верховные Советы Армении и Туркменистана ратифицировали беловежское соглашение[265].
  - ФРГ признала Россию в качестве государства — продолжателя бывшего СССР.
  - Верховный Совет Татарстана принял Декларацию о вступлении республики в СНГ на равных правах с другими членами — соучредителями содружества[266].
  - В Алжире Исламский фронт спасения одержал победу над Фронтом национального освобождения в первом туре всеобщих выборов[7].
  - Австралия и Узбекистан установили дипломатические отношения[267][268][269][примечание 17].
  - Украина и Израиль установили дипломатические отношения[270].
  - Фактическое завершение Холодной войны.
- 27 декабря
  - Президент России Борис Ельцин занял рабочий кабинет бывшего Президента СССР М. Горбачёва в Кремле[271].
  - КНР заявила о своём признании России правопреемницей СССР.
  - Украина и Беларусь установили дипломатические отношения[272].
  - Распад СССР: Упразднено Гостелерадио СССР и создана РГТРК «Останкино»[273].
  - В результате аварийной посадки авиалайнера McDonnell Douglas MD-81 в Швеции получили ранения 92 человека.
- 29 декабря
  - Распад СССР: в Азербайджане проведён референдум о независимости, на котором 99 % жителей республики высказались за подтверждение независимости[274].
  - Распад СССР: В Узбекистане прошли первые президентские выборы. Победу одержал Ислам Каримов[275]. Одновременно проведён референдум о независимости в Узбекистане, на котором 98 % жителей республики высказались за подтверждение независимости[276].
  - Под Тайбэем врезался в гору грузовой самолёт Boeing 747-200 компании China Airlines, погибли 3 человека.
- 30 декабря — главы стран — участниц СНГ снова собрались в Минске, чтобы решить ряд важнейших вопросов, главным из которых была судьба стратегических ракетно-ядерных вооружений[277].
- 31 декабря — Армения и Великобритания установили дипломатические отношения[278].
- Декабрь — в России отменена уголовная ответственность за употребление наркотиков без медицинских показаний[279].

### Без точных дат
- В Москве создан Театр Романа Виктюка.
- В России основана компания 1С.
- Югославская война: в Хорватии начались массовые убийства в Сисаке — массовое уничтожение гражданских сербов[280].
- Югославская война: хорватской гвардией был создан лагерь в Пакрачка-Поляне, где было убито от 43 до 300 сербов[281].
- В Архангельском соборе Московского Кремля возобновились богослужения, закрытые в 1918 году[282].

### Продолжающиеся события
- Гражданская война в Бирме
- Гражданская война в Гватемале
- Гражданская война в Анголе
- Война в Восточном Тиморе
- Гражданская война в Мозамбике
- Ачехский конфликт
- Гражданская война в Сальвадоре
- Вторая гражданская война в Судане
- Гражданская война на Шри-Ланке
- Турецко-курдский конфликт
- Арабо-израильский конфликт
- Карабахский конфликт
- Гражданская война в Сомали
- Первая гражданская война в Либерии
- Гражданская война в Афганистане
- Кашмирский конфликт
- Грузино-южноосетинский конфликт
- Гражданская война в Руанде

## Государственные флаги новых государств
Ниже приведены флаги государств и непризнанных государственных образований, объявивших о независимости в 1991 году. Флаги приведены на момент провозглашения независимости.
| Флаг Грузии       | Флаг Сомалиленда   | Флаг Словении                     | Флаг Хорватии                              | Флаг Эстонии      |
| Флаг Латвии       | Флаг Украины       | Флаг Беларуси                     | Флаг Приднестровской Молдавской Республики | Флаг Молдовы      |
| Флаг Азербайджана | Флаг Кыргызстана   | Флаг Узбекистана                  | Флаг Македонии                             | Флаг Таджикистана |
| Флаг Армении      | Флаг Туркменистана | Флаг Чеченской Республики Ичкерия | Флаг России                                | Флаг Казахстана   |
| Флаг Литвы        |                    |                                   |                                            |                   |

## Персоны года
Человек года по версии журнала Time — Тед Тёрнер, американский бизнесмен.

## Нобелевские премии
- Физика — Пьер Жиль де Жен, «За обнаружение того, что методы, развитые для изучения явлений упорядоченности в простых системах, могут быть обобщены на жидкие кристаллы и полимеры».
- Химия — Рихард Эрнст, «За вклад в развитие методологии спектроскопии ядерного магнитного резонанса высокого разрешения».
- Медицина и физиология — Эрвин Неер, Берт Сакман, «За открытия, касающиеся функций одиночных ионных каналов в клетках».
- Экономика — Рональд Коуз, «За открытие и иллюстрацию важности трансакционных издержек и прав собственности для институциональных структур и функционирования экономики».
- Литература — Надин Гордимер, «Которая своим великолепным эпосом принесла огромную пользу человечеству».
- Премия мира — Аун Сан Су Чжи, «Как защитница прав человека».

### Комментарии
1. ↑  До 25 мая исполнял обязанности премьер-министра.
2. ↑  Участвовало около 80 % населения, 76 % за обновлённый Союз. В России — 71,34 % за Союз, 69,85 % за прямые выборы президента РСФСР.
3. ↑  2 января 1992 года Панама признала Россию правопреемницей СССР.
4. ↑  13 апреля 1985 — 4 мая 1991 занимал пост Первого секретаря ЦК Албанской партии труда (фактический глава государства). 22 ноября 1982 — 30 апреля 1991 он также занимал пост Председателя Президиума Народного собрания (формального главы государства).
5. ↑  С 25 мая исполнял обязанности премьер-министра
6. ↑  14 августа 1992 года Белиз признал Россию правопреемницей СССР. Интересы Белиза в России представляет посольство Великобритании, интересы России в Белизе — посольство России в Мексике.
7. ↑  Премьерный показ состоялся 1 июля
8. ↑  До 24 мая 1991 года — Чечено-Ингушская АССР.
9. ↑  Аубакиров считается первым казахским космонавтом, но формально Казахстан провозгласил независимость только 16 декабря 1991 года.
10. ↑  С июня 1991 — председатель исполкома ОКЧН (фактический глава исполнительной власти Чечни)
11. ↑  Вступило в силу 2 января 1992 года.
12. ↑  США признали независимость Казахстана и установили с ним дипломатические отношения 25 декабря 1991 года. По данным МИД Казахстана, дипломатические отношения между странами были установлены 26 декабря. 3 февраля 1992 года в Алма-Ате было учреждено Посольство США (функционирует с 15 сентября 1992 года, в 2006 году переехало в Астану). Посольство Казахстана в США функционирует с 30 октября 1992 года.
13. ↑  США признали независимость Республики Армении, провозглашённой в Закавказье 28 мая 1918 года, 23 апреля 1920 года. Однако в декабре 1920 года Республика прекратила своё существование (часть территории отошла Турции, на оставшейся территории образована Социалистическая Советская Республика Армения, впоследствии ставшая частью СССР). 25 декабря 1991 года, после распада СССР, США признали независимость Армении и в тот же день установили с ней дипломатические отношения. 3 февраля 1992 года в Ереване было открыто Посольство США в Армении. В марте 1992 года в Вашингтоне открылось Посольство Армении в США. С 1995 года функционирует Генеральное консульство Армении в Лос-Анджелесе.
14. ↑  США признали независимость Украины и установили с ней дипломатические отношения 25 декабря 1991 года. 23 января 1992 года в Киеве было учреждено Посольство США.
15. ↑  США признали независимость Беларуси и установили с ней дипломатические отношения 25 декабря 1991 года. 31 января 1992 года в Минске состоялось открытие Посольства США.
16. ↑  США признали независимость Кыргызстана 25 декабря 1991 года. 1 февраля 1992 года в Бишкеке было открыто Посольство США.
17. ↑  Интересы Австралии в Узбекистане представляет Посольство Австралии в России. Резиденция посла Узбекистана в Австралии расположена в Сингапуре.